# XVII століття
XVII століття припадає на епоху Нової історії. Тільки наприкінці XVII століття західна цивілізація почала випереджати східну. На це століття припадають:

## Війни
- Тридцятирічна війна (1618—1648), що розпочалася як релігійний конфлікт між протестантськими і католицькими утвореннями Священної Римської імперії і в наслідку закріпила рівність цих конфесій.
- Хмельниччина (1648—1657), внаслідок якої значна частина українських земель вийшла з-під контролю Речі Посполитої і потрапила під контроль Московського царства.
- Декілька турецьких воєн, унаслідок яких Османська імперія втратила свої володіння у Південній Європі.
- Революція в Англії, що призвела до переходу від абсолютної до конституційної монархії.
- Середина століття: починає застосовуватись багнет.
- Процес над салемськими відьмами (1692).

## Події
- На Московщині з другої половини XVII століття утвердився становий поділ на дворянство, духовенство, купецтво, селянство і міщанство (середні міські верстви). Стани ґрунтувалися на земельної власності.
- 1605 — смерть Бориса Годунова, царя Московії. Формальний початок Смутного часу (громадянської війни). На політичну арену вийшов Лжедмитрій I.
- 1612 — Звільнення Москви від поляків.
- 1610 — Політичне вбивство Генріха IV, першого з королів династії Бурбонів
- 1613 — на російський трон обрано Михайла Романова. Початок в Московії династії Романових.
- 1618 — початок в Західній Європі Тридцятилітньої війни.
- 1639 — народився Мазепа Іван Степанович, майбутній гетьман.
- 1648 — Вестфальська мирова угода, формальне завершення Тридцятилітньої війни
- 1648 — офіційне визнання Об'єднаних провінцій Нідерландів самостійною державою (Голландії).
- 1642—1649 — Англійська революція.
- 1649 — суд над королем Англії, який за рішенням суду підлягав страті. Страта короля Карла І.
- 1651—1658 — протекторат (правління) Кромвеля в Англії.
- 1648—1652 — Фронда у Франції (громадянська війна).
- 1653 — церковна реформа патріарха Никона в Московії. Розкол православної церкви Московії на офіційне православ'я та старообрядництво.
- 1661 — початок самовласного правління короля Людовика XIV у Франції.
- 1660 — відновлення у Англії монархії.
- 1669 — Харків став полковим містом.
- 1670 — народився Август II Фрідріх, майбутній король Польщі у 1697–1706 і 1709–1733 роках, саксонський курфюрст.
- 1672 — народився Петро І, майбутній російський імператор.
- 1682 — народився Карл XII, майбутній король Швеції у 1697—1718 роках.
- 1683 — битва під Віднем.
- 1696 — помер Ян III Собеський, король Польщі.

## Політичні діячі
- Генріх IV (король Франції)
- Єлизавета I (королева Англії)
- Борис Годунов
- Петро Конашевич Сагайдачний
- Богдан Хмельницький
- Ян III Собеський
- Герцог Бекінгем
- Карл I (король Англії)
- Олівер Кромвель
- Аввакум Петрович, тобто протопоп Аввакум
- Рішельє Арман Жан дю Плессі, кардинал
- Джуліо Мазаріні, кардинал
- Людовик XIV (король Франції)
- Жан Батист Кольбер
- Карл XII
- Вільгельм III Оранський, король Англії
- Мазепа Іван Степанович

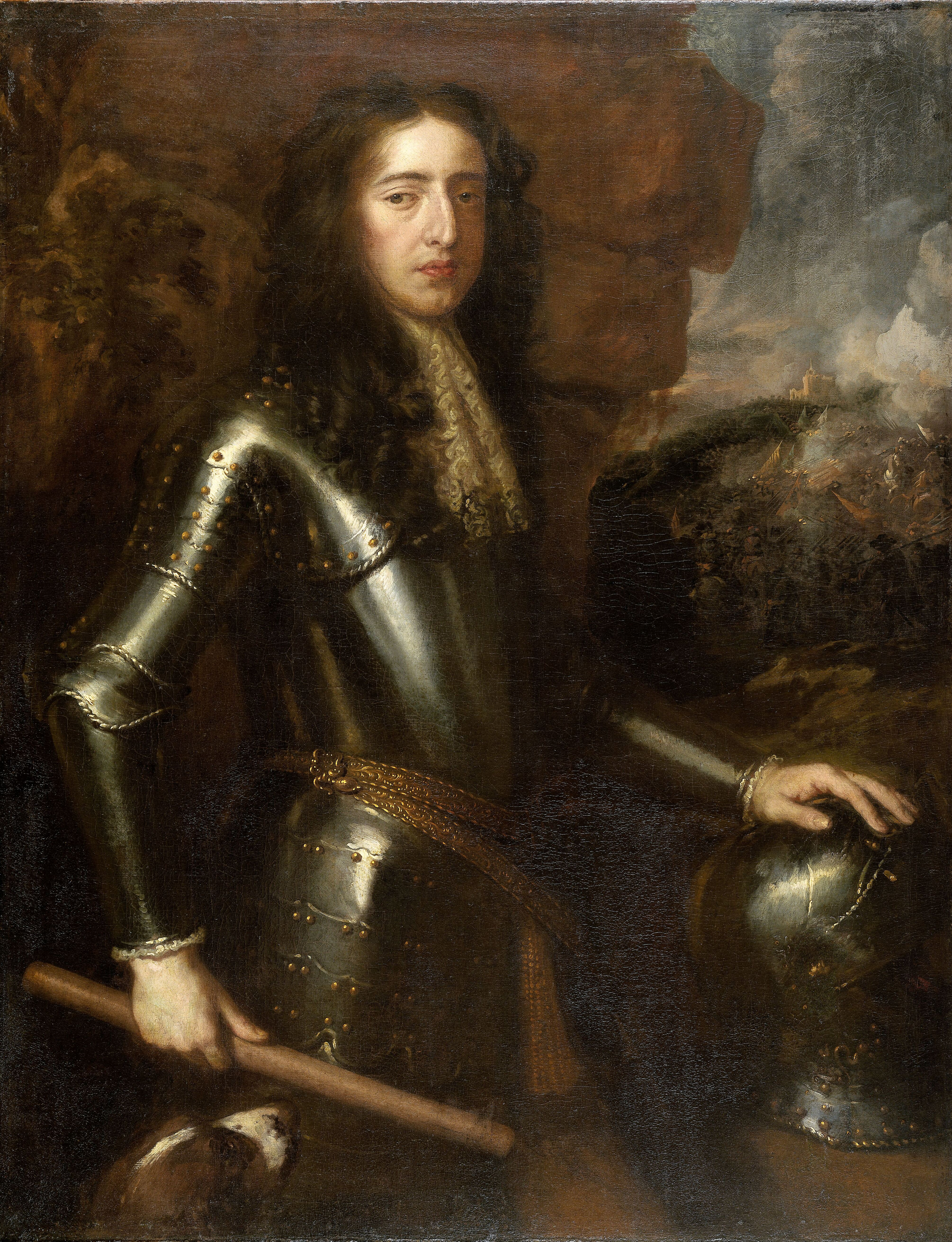
Вільгельм III Оранський
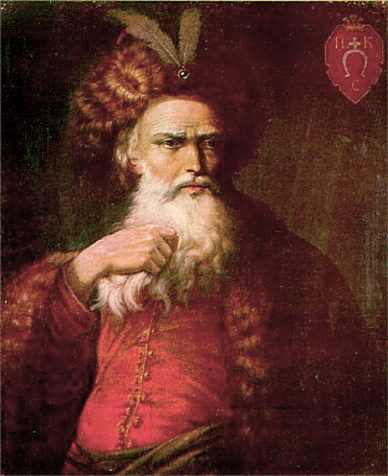
Петро Конашевич Сагайдачний
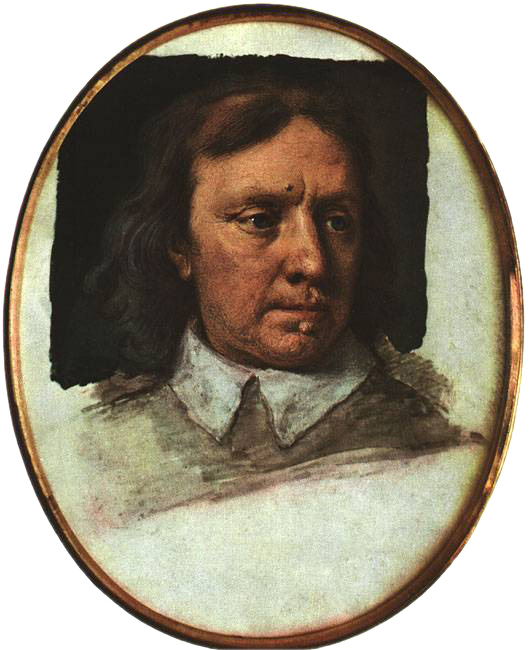
Олівер Кромвель
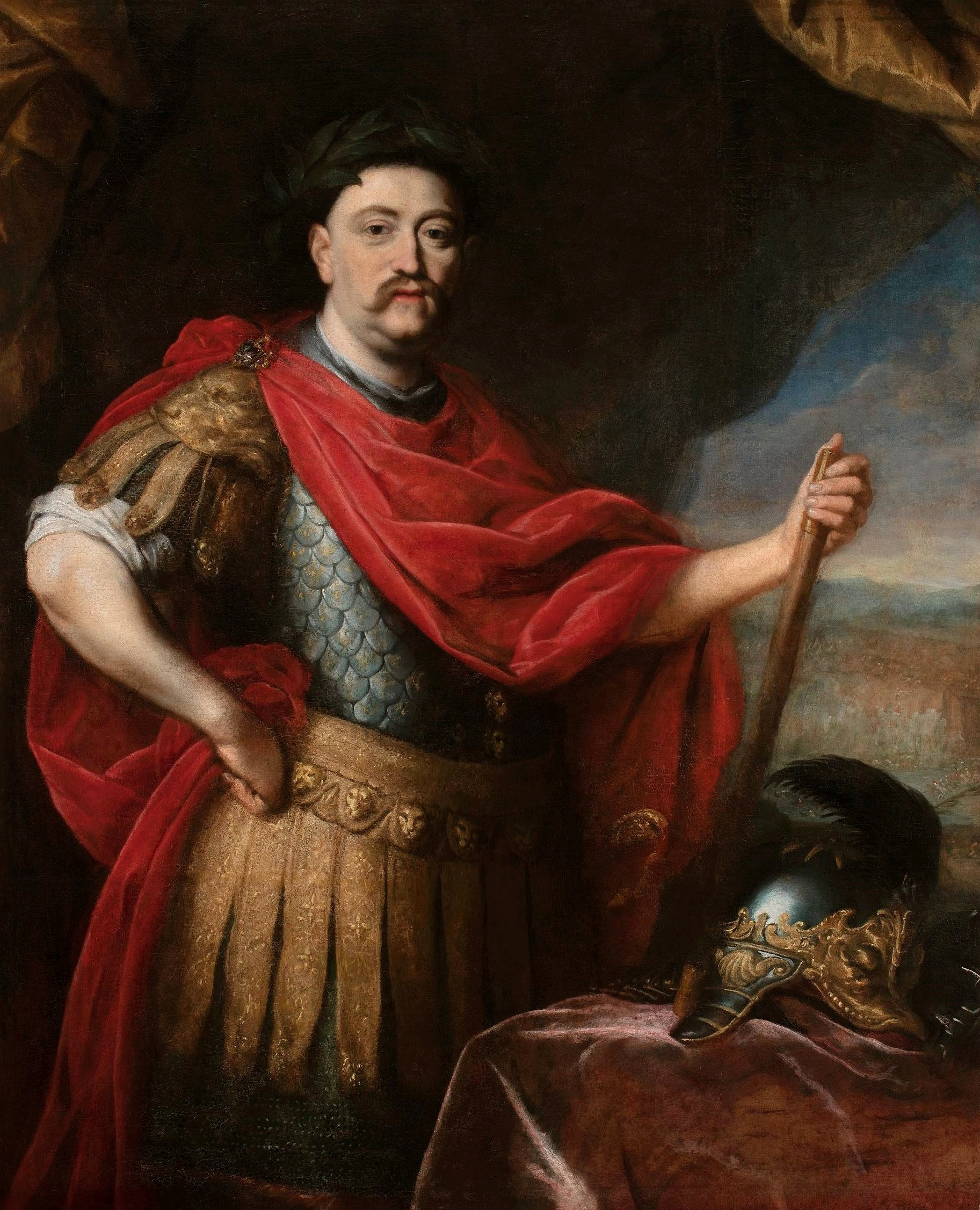
Ян III Собеський

## Мистецькі течії
- Маньєризм італійського зразка
- Північний маньєризм
- Бароко
- Українське бароко
- Караваджизм
- Художники реальності
- Академізм XVII століття

## Художні події
- Во-ле-Віконт — зразок першого французького парку.
- Версаль — перебудова мисливського замку на резиденцію короля.
- Парк Версаль — створення.
- Паризький салон — започаткована традиція регулярних художніх виставок в Парижі.

## Літератори
- Вільям Шекспір, пізні твори
- Франсуа де Ларошфуко
- П'єр Корнель
- Мольєр
- Франсуа Фенелон

## Науковці
- Френсіс Бекон (1561—1626), філософ
- Роберт Бойль (1627—1691)
- Роберт Гук (1635—1703)
- Ісаак Ньютон (1643—1727)
- Рене Декарт (1596—1650)
- Блез Паскаль (1623—1662)
- Франсуа Блондель (1618—1686), математик
- Ґотфрід Вільгельм Лейбніц (1646—1616), математик
- Крістофер Рен (1632—1723), математик, архітектор
- Тіто Лівіо Бураттіні (1617—1681) польсько-італійський мандрівник, математик, архітектор

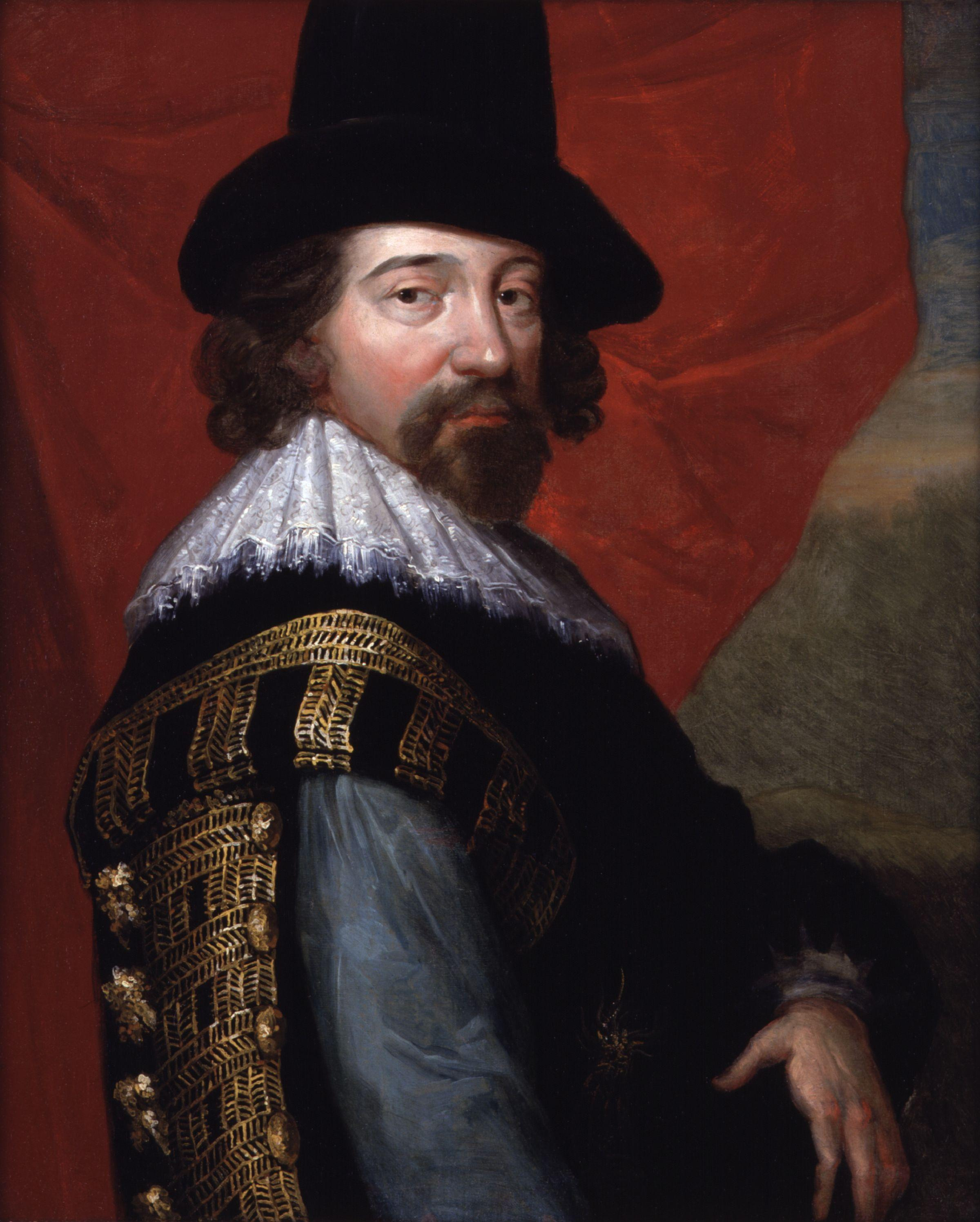
Френсіс Бекон
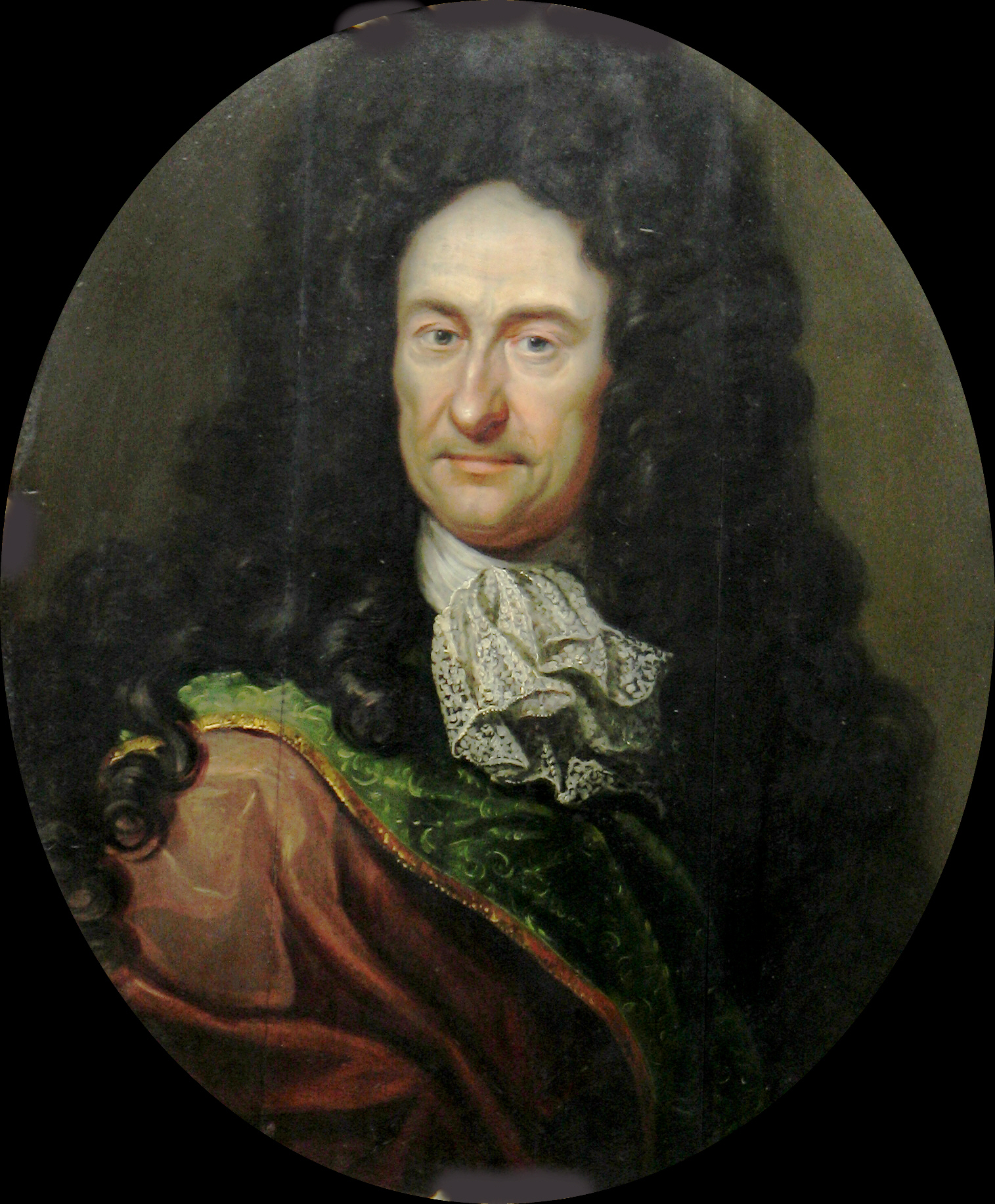
Ґотфрід Вільгельм Лейбніц
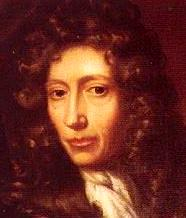
Роберт Бойл
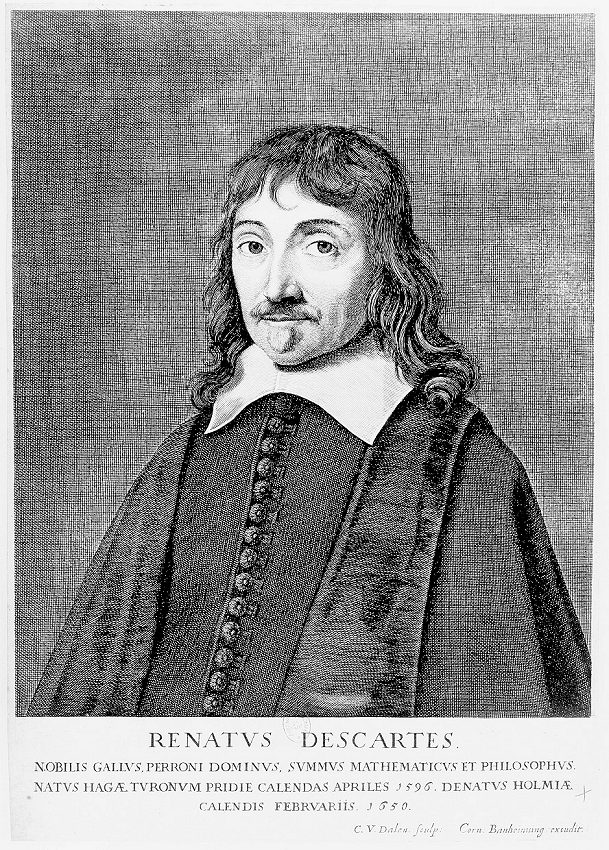
Рене Декарт

## Архітектори

### Архітектори Франції

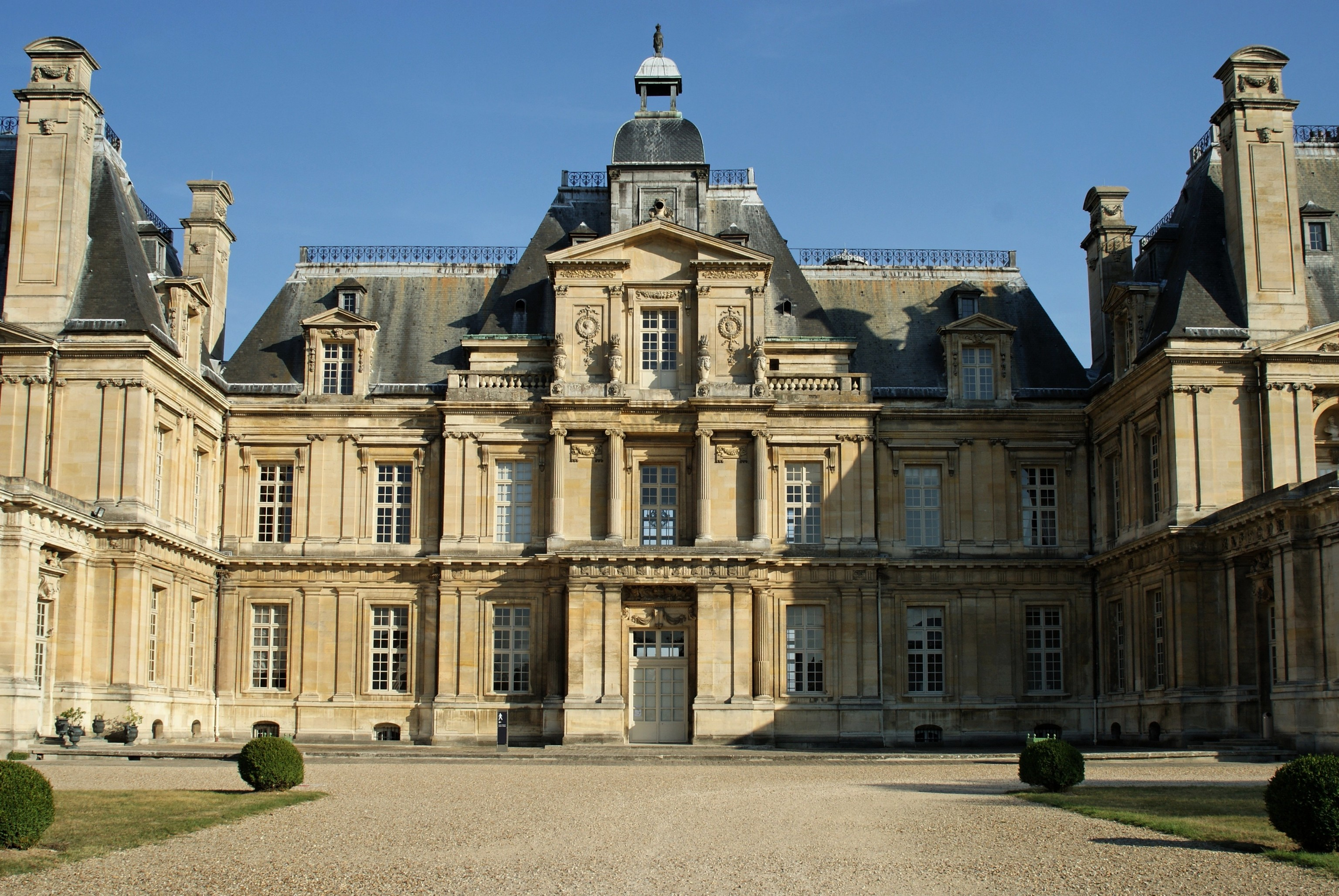
Франсуа Мансар. «Палац Мезон — Лафіт»

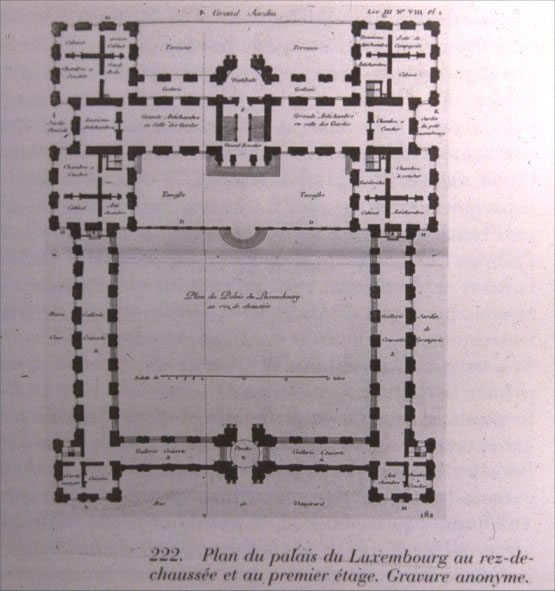
Соломон де Бросс. План Люксембурзького палацу з курдонером — парадним двором.
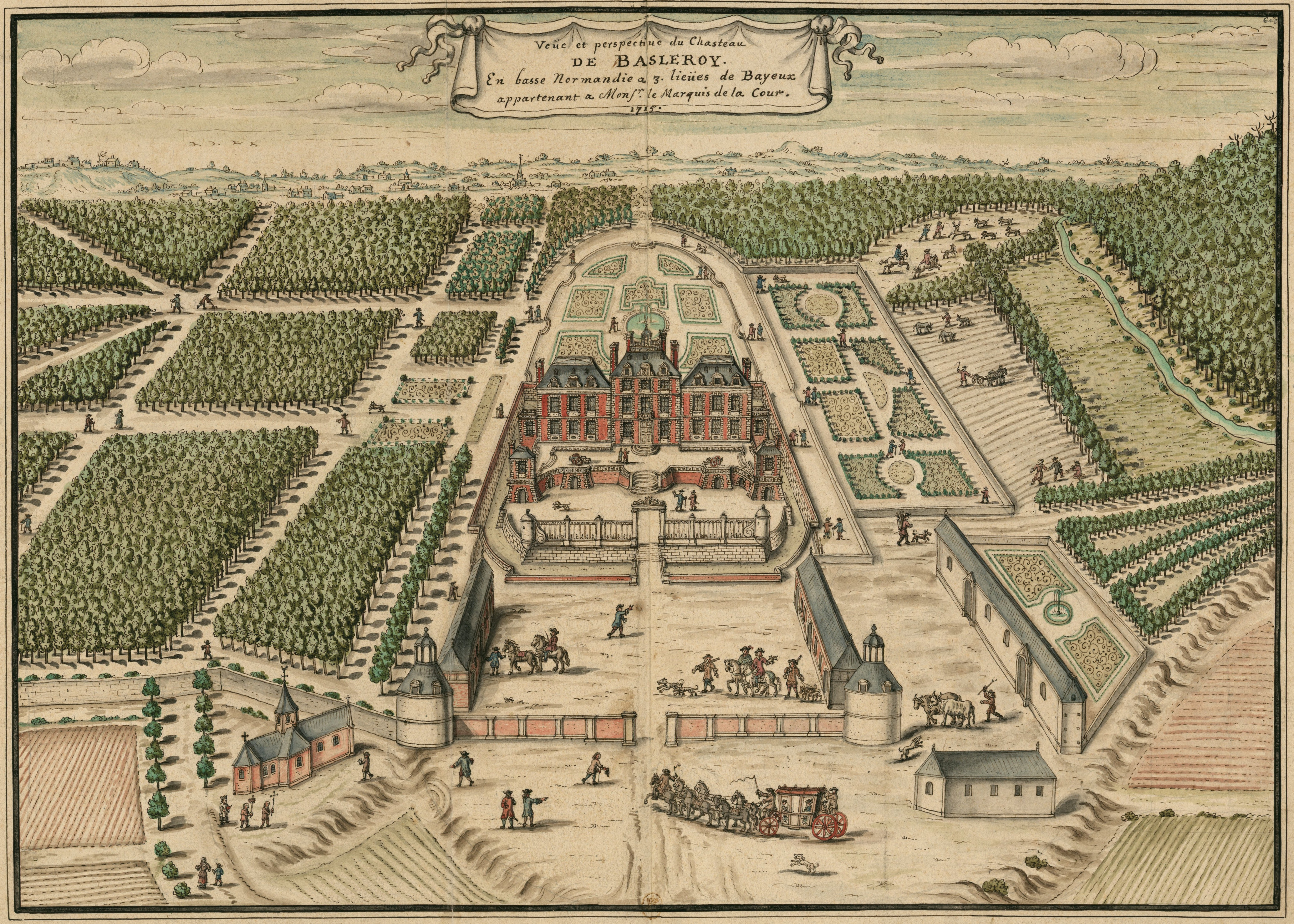
Франсуа Мансар. «Палац Бельруа»
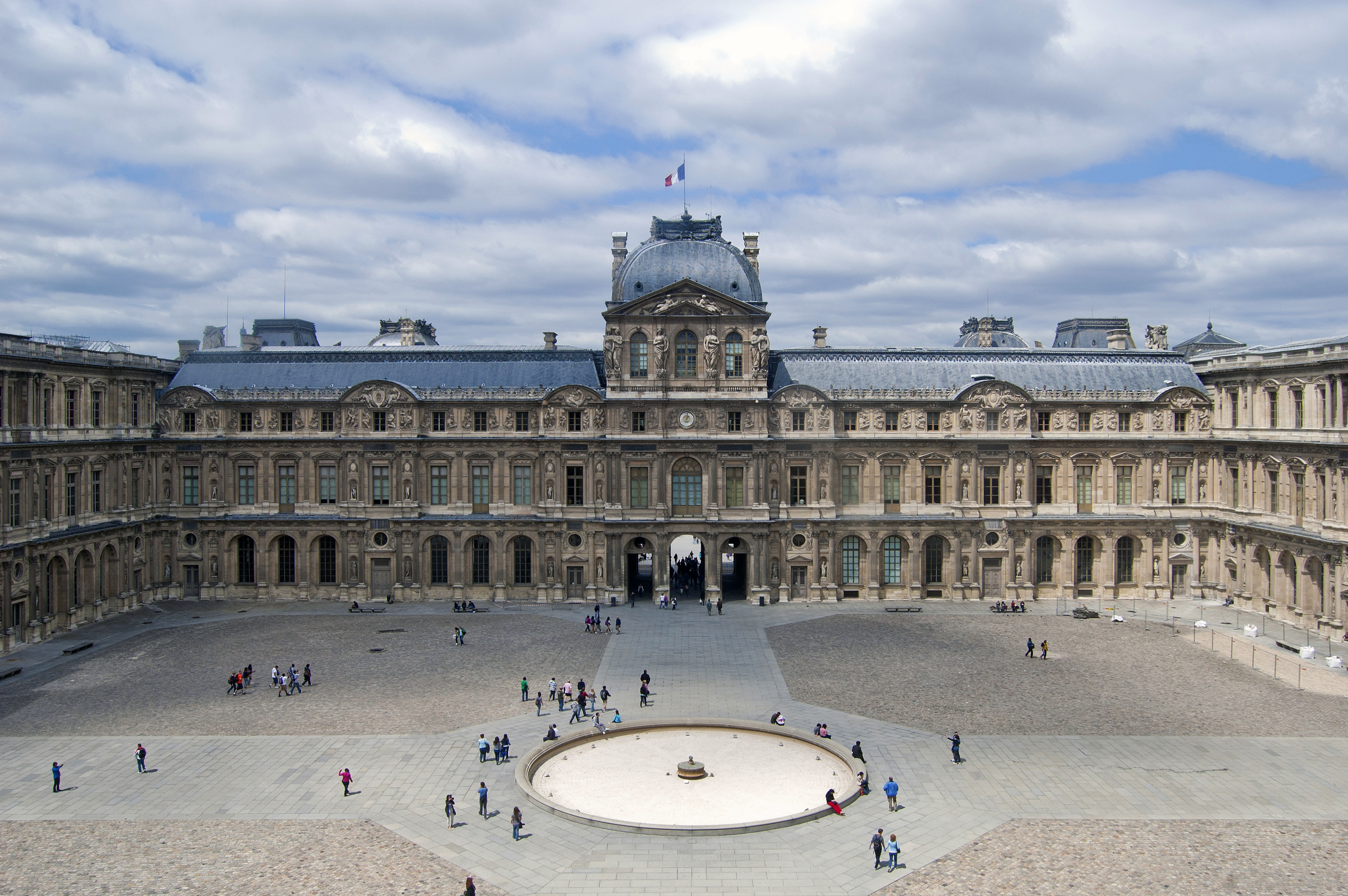
Жак Лемерсьє. Палац Лувр, двір Каре, фото 2010 року.
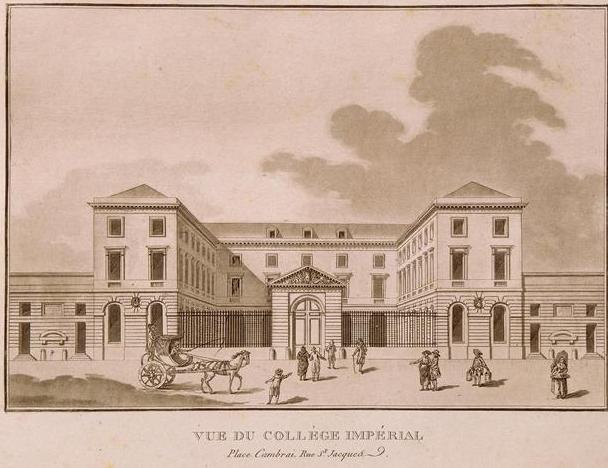
Франсуа Блондель. «Фасад Колеж де Франс»

- Жак Лемерсьє (1585—1654)
- Соломон де Бросс (1571—1626)
- Франсуа Мансар (1598—1666)
- Жак Буйє де Блуа ()
- Луї Лево (1612—1670)
- Франсуа Блондель (1618—1686)
- Клод Перро (Claude Perrault 1613—1688)
- Жуль Ардуен-Мансар (1646—1708)

### Архітектори Італії
- Доменіко Фонтана (1543—1607)
- Франческо Борроміні (1599—1667)
- Лоренцо Берніні (1598—1680)
- Вінченцо Скамоцці (1548—1616)
- Карло Мадерно (1556—1629)
- Карло Райнальді (1611—1691)
- Карло Фонтана (1638—1714)
- П'єтро да Кортона (1596—1669)
- Джованні Баттіста Тревано (? — 1644) в Речі Посполитій
- Ян Марія Бернардоні (1541—1605) в Речі Посполитій
- Андреа дель Аква (1584—1656) в Речі Посполитій
- Лоренцо Сенес в Речі Посполитій
- Бенедетто Моллі () в Речі Посполитій
- Джакомо Бріано (1586—1649)
- Франческо Каратті (? — 1677) в Чехії
- Якопо де Ваккані (1613—1642) в Чехії
- Андреа Спецца в Чехії
- Карло Лураго (1615—1684) в Чехії
- Джованні Баттіста Алліпранді в Чехії
- Ян Блажей Сантіні Айхл (1677—1723) в Чехії
- Ніколо Пакассі в Празі
- Джованні П'єроні в Празі
- Павло Римлянин (? — 1618), будував у Львові

### Відомі вілли Італії
- Вілла Альдобрандіні, будівництво 1598—1603
- Вілла Торлонія
- Вілла Доріа Памфілі, будівництво 1644—1652 років, Рим

### Архітектори Іспанії
- Хуан Гомес де Мора (1586—1648)
- Альберто де ла Мадре де Діос (1575—1635)
- Хосе Беніто Чуррігера (1665—1725)
- Хоакін Чуррігера (1674—1720)

### Архітектори Британії
- Крістофер Рен (1632—1723)
- Роберт Гук (1635—1703), інженер-помічник К. Рена, будівничий Гринвіцької обсерваторії, купола собору Св. Павла тощо.
- Вільям Талман (1650—1719), архітектор, садівник
- Джон Ванбру (1664—1726), шпигун, драматург, архітектор-аматор,
- Ніколас Хоксмур (1661—1736)

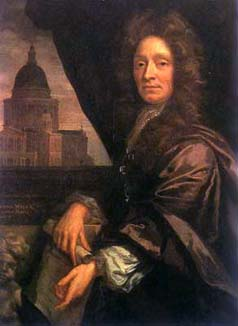
Крістофер Рен
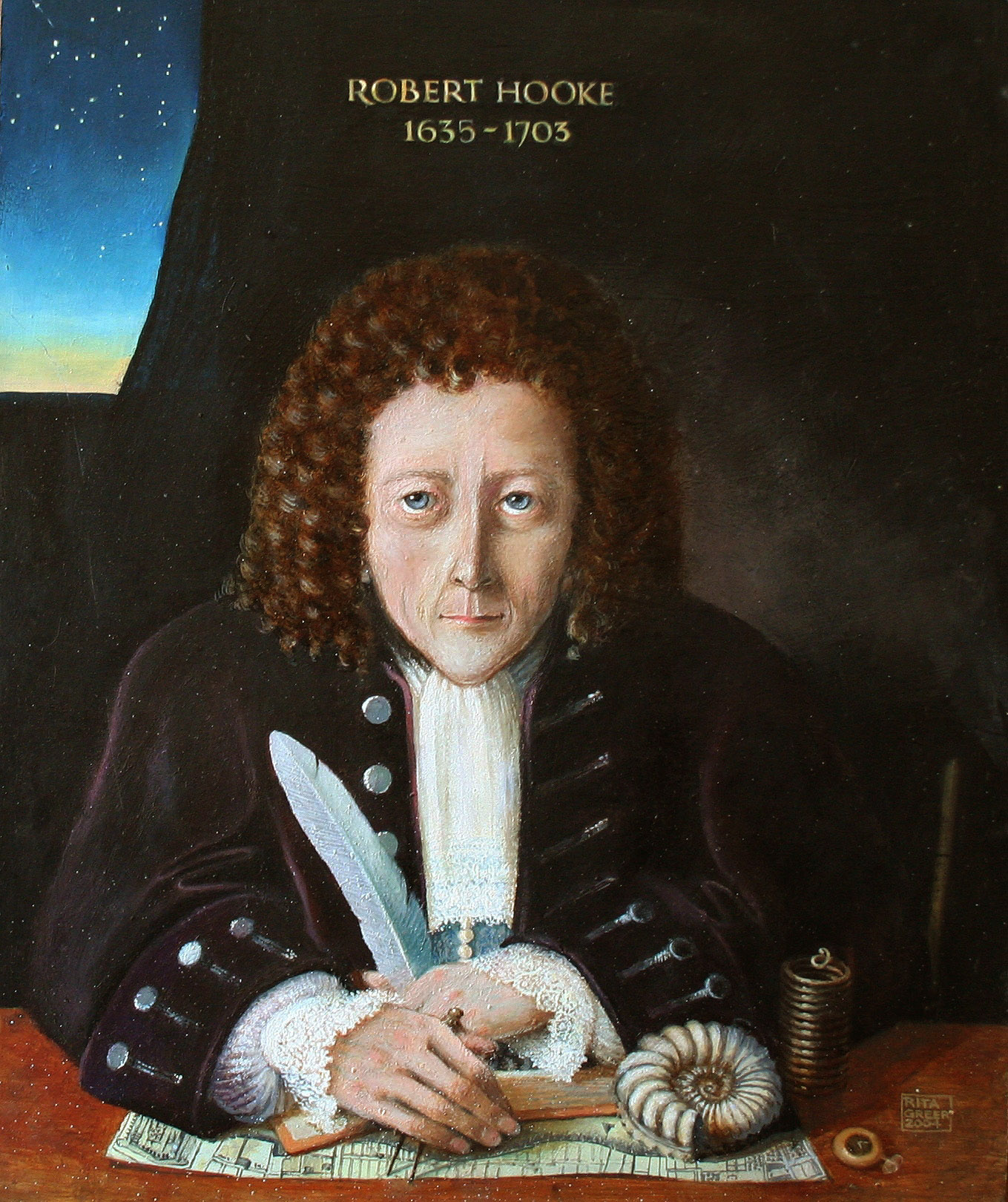
Роберт Гук
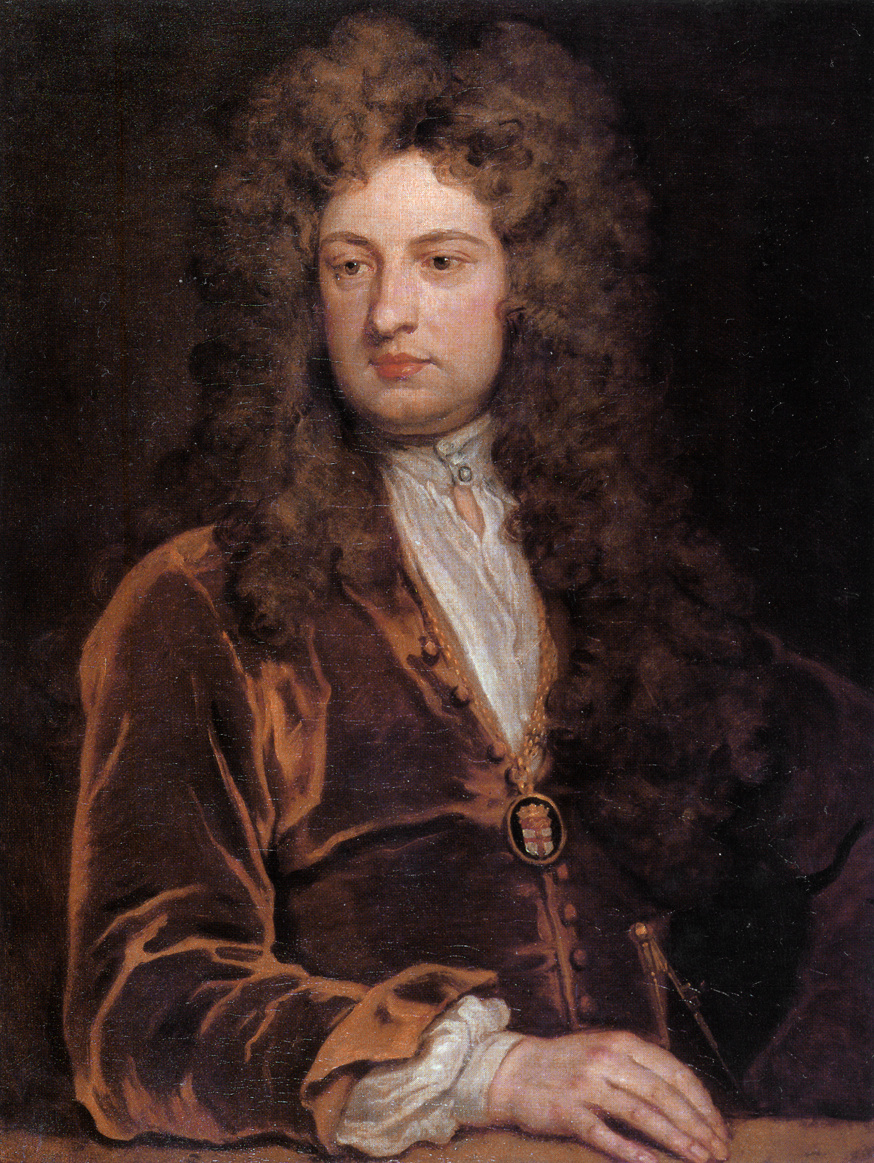
Джон Ванбру
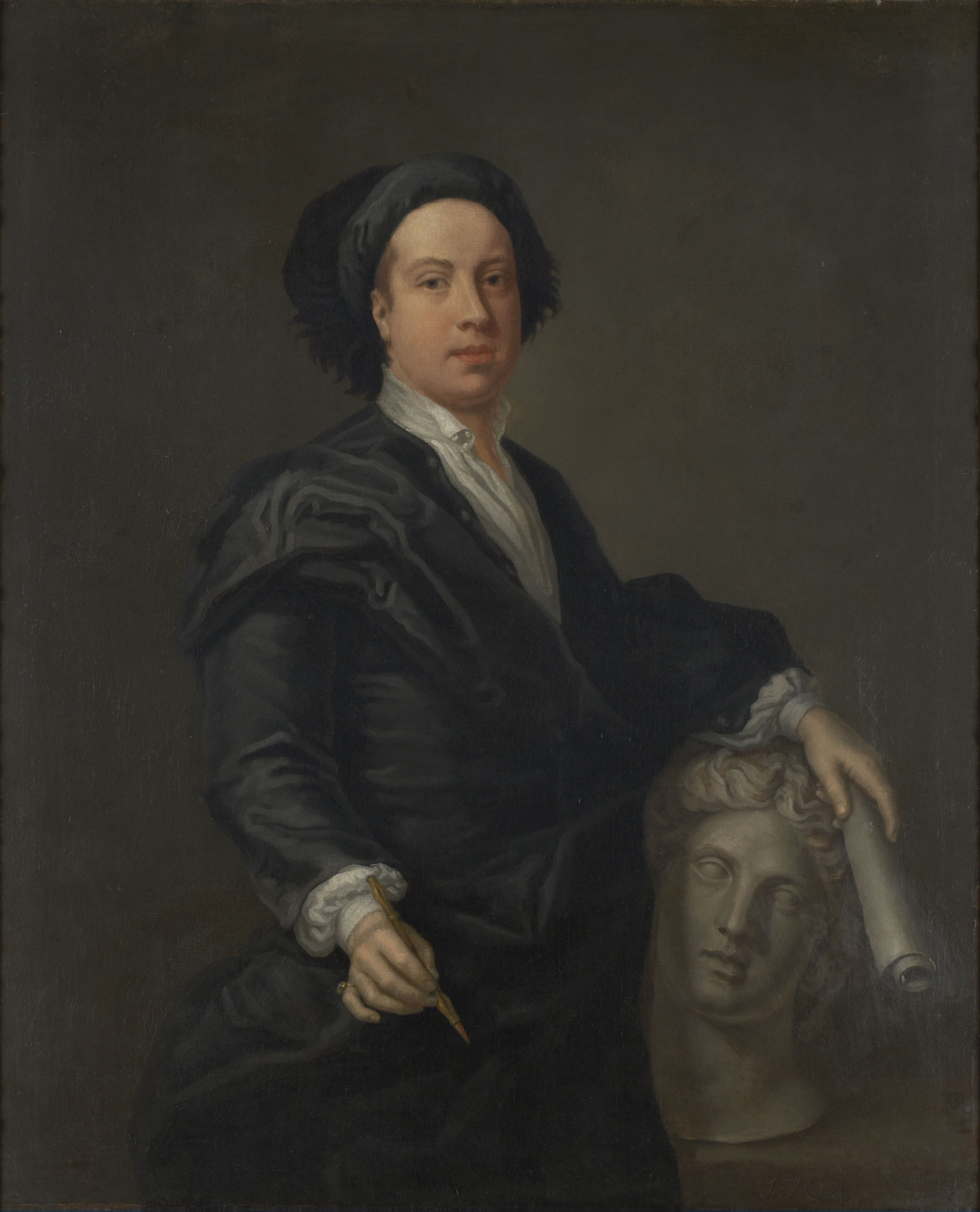
Вільям Кент

### Архітектори Московщини
- Аксамитов Дмитро Васильович (злам XVII—XVIII століття)
- Бухвостов Яків Григорович
- Старцев Дмитро Михайлович (батько)
- Старцев Йосип Дмитрович, син
- Савва Дементьєв
- Дорофей Мякішев
- Іван Михайлов
- Семен Петров
- Петро Потапов
- Ларіон Ковальов
- Чоглоков М. І.

### Архітектори інших країн
- Нікодемус Тессін старший(1615—1681), Швеція
- Нікодемус Тессін молодший (1654—1728), Швеція

## Театр

### Будівництво нових театрів
- 1637 рік театр Сан Кассіано, Венеція
- 1667 рік оперний театр, Дрезден
- 1667 рік оперний театр, Мюнхен
- 1678 рік оперний театр, Гамбург
- 1690 рік оперний театр, Ганновер
- 1693 рік оперний театр, Лейпциг

Лідером в будівництві театрів, однак, стала Венеція. Впродовж 1680-х років тут відкрито дев'ять нових оперних театрів і два драматичні переведені на створення оперних вистав (Сан Мозе та Сан Лука).

### Сценографи Італії
- Джакомо Тореллі (1608—1678) — італійський інженер, сценограф, винахідник театральних механізмів.
- Джованні Бурначіні (? — 1656) — італійський сценограф, працював в Венеції і у Відні, де і помер. Батько архітектора і художника-сценографа Лодовіко Оттавіо Бурначіні.
- Лодовіко Оттавіо Бурначіні (1636—1707) — італійський архітектор і театральний декоратор, працював у Відні.

- Фердинандо Бібієна (1656—1743)) — італійський сценограф зламу XVII—XVIII століть.
- Франческо Галлі Бібієна (1659—1739)) — італійський сценограф, архітектор і викладач зламу XVII—XVIII століть.

## Музика

### Відомі композитори Італії чи італійці за походженням
- Жан Батіст Люллі (Джованні Баттіста Луллі, 1632—1687)
- Джироламо Фрескобальді (1583—1643)
- Бенедетто Феррарі (1603/04 — 1681)
- Франческо Манеллі (1595/97 — 1667)
- Франческо Каваллі (1602—1676)
- Франческо Сакраті (1605—1650)
- Філіберто Лауренци (1619/20 — 1659)
- П'єтро Андреа Циані (1616 ? — 1684)
- П'єтро Антоніо Честі (1623—1669)
- Антоніо Сарторіо (1630—1680)
- Джованні Антоніо Боретті (1640 ?- 1672)
- Карло Паллавічіно (1640—1688).
- Арканджело Кореллі (1653—1713)
- Джузеппе Тореллі (1658—1709)
- Алессандро Скарлатті (1660—1725)
- Джованні Легренці (1626—1690)
- Франческо Гаспаріні (1667—1727)
- Антоніо Лотті (1667—1727)
- Алессандро Марчелло (1668—1749)

### Італійські майстри музичних інструментів
- Ніколо Аматі (1596—1684)
- Антоніо Страдіварі
- Гварнері, родина майстрів
- Гварнері дель Джезу (1698—1744)

## Скульптори

### Скульптори Італії
- Джованні да Болонья (1524—1608)
- Лоренцо Берніні (1598—1680)

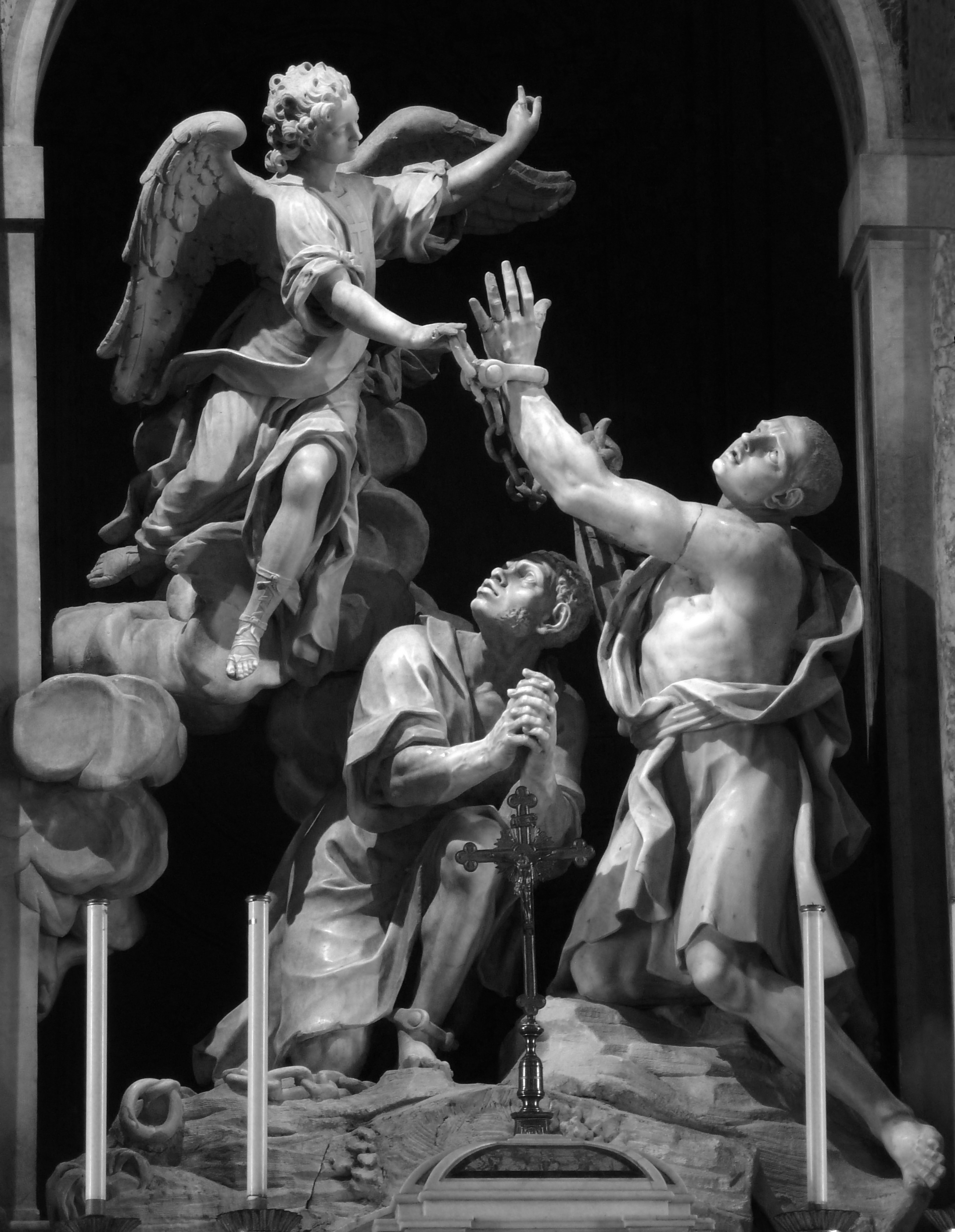
Джованні Баратта (1670—1747). Звільнення рабів від кайданів.(Ліворно, церква Сан-Фердинандо.

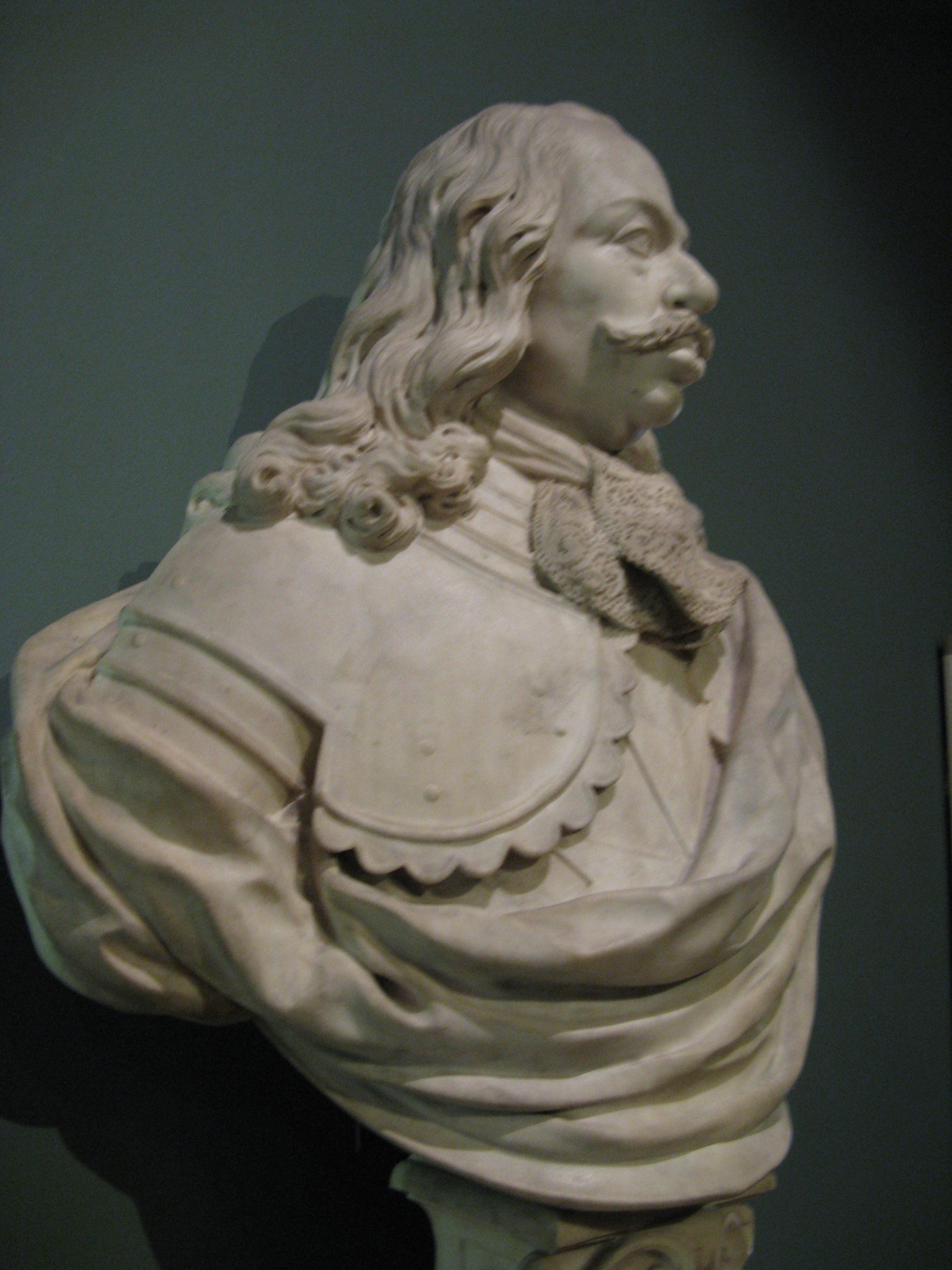
Джованні Фоджині. Козімо III де Медичі.

- Джуліано Фінеллі (Giuliano Finelli 1601—1653)
- Франческо Баратта Старший (1590—1666)
- Джованні Марія Баратта (1627—1675)
- Джованні Баратта (1670—1747)
- П'єтро Баратта (1659—1729)
- Генріх Мейрінг або Енріко Меренго (1628—1723)
- Алессандро Альґарді (1598—1654)
- Доменіко Гвіді (1625—1701)
- Мельхиоре Кафа (1635—1667)
- П'єтро Такка (1577—1640)
- Фердинандо Такка (1619—1686), син П'єтро Такка
- П'єтро Паоло Нальдіні (1619—1691)
- Джованні Баттіста Фоджині (1652—1725)
- Філіпе Каффієрі (Philippe Caffieri 1634—1716) — працював в Парижі
- Д. Картарі
- Карло Фонтана (1638—1714)
- Джузеппе Мацуола (1644—1725)
- Бернини П'єтро (1562—1629), скульптор, батько Лоренцо Берніні
- Бернини Луїджі (1612—1680), другорядний скульптор, інженер, архітектор, молодший брат Лоренцо Берніні
- Антоніо Раджи (1624—1686)
- Альбанезе Джованні Баттіста (1573—1630)
- Джованні Бонацца (1654—1736)
- Кьяріссімо Фанчеллі (1588—1632)
- Козімо Фанчеллі (1620—1688)
- Джакомо Антоніо Фанчеллі (1619—1671)
- Козімо Фанчеллі (1618—1688)
- Франческо Фанеллі (1577—1663)
- Ерколе Феррата (1610—1686)
- Джуліано Фінеллі (1602—1653)
- Джироламо Лученті (1627—1692)
- Франческо Мокі (1580—1654)
- Гаспаро Мола (Gasparo Mola 1571—1640), медальєр, ювелір, скульптор
- Філіппо Пароді (1630—1702)
- Джузепе Руснаті (Giuseppe Rusnati 1650—1713)
- Нікколо Роккатальята (1570—1636)
- Камілло Русконі (1658—1728)
- Джузеппе Торретто (1661—1743)

### скульптори Франції
- Гаспар Марсі (1625—1681)
- Бальтазар Марсі (1628—1674)

### Скульптори Фландрії і Південних Нідерландів
- Жером Дюкенуа Старший (1570 ? — 1641 ?), див. Маннекен Піс, (хлопчик піс)
- Еразм Квеллінус старший (Erasmus Quellinus I 1584—1640)
- Артус Квеллінус Старший (1609—1668)
- Ромбоут Верхюльст (1624—1698)
- Маттеус ван Беверен (1630—1696)
- Жером Дюкенуа Молодший або Єронім Дюкенуа Молодший (1602—1654)
- Артус Квеллінус II (1625—1700)
- Артус Квеллінус III (1653—1688)
- Томас Квеллінус (1661—1709)
- Франц ван Босвіт (1635—1692)
- Бартоломеус Еггерс (бл. 1637—1692)
- Ромбоут Верстаппен ()
- Ромбоут Паувелс (Rombaut Pauwels 1625—1692)
- Пітер Вербрюгген старший (Pieter Verbrugghen I 1615—1686)
- Пітер Вербрюгген молодший (Pieter Verbrugghen II 1648—1691)
- Лукас Файдерб (1617—1697), скульптор та архітектор
- Жан Делькур из Гамуара ()
- Джусто Лекур (1627—1679)
- Жан ван Делен (Jean van Delen, 1640\46 —1703)
- Жак Йонгелінк (1530—1606),скульптор і медальєр
- Анрі Файдерб (Hendrik Faydherbe 1574—1629)
- Йоханнес ван Мілдерт (1588—1638)
- Георг Петель (1601—1635)
- Андрій Костіль ()

### Барокові скульптори Голландії XVII століття
- Ромбоут Вергюльст (1624—1698)
- Бартоломеус Еггерс (1637—1692)
- Гендрік де Кейзер (1565—1621)

## Відомі садівники Франції
- Жак Молле (Jacques Mollet бл. 1564 — бл. 1649) — садівник у французькому замку Ане. Батько ландшафтного архітектора Клода Молле.
- Клод Молле (Claude Mollet 1563—1650) — головний садівник трьох королів Франції Генріха IV, Людовика XIII та малого тоді Людовика XIV.

- Андре Молле (André Mollet 1600—1665) — онук Жака Молле, котрий покинув Францію і працював ландшафтним архітектором у Голландії, Швеції, Англії.

## Відомі жінки
- Виникнення жіночого руху
- Єлизавета I (королева Англії)
- Артемізія Джентілескі (1593—1653), італійська художниця
- Софонісба Ангіссола, італійська художниця, портретист
- Клара Петерс (1589—1657), нідерландська художниця, майстриня натюрмортів
- Жозефа Обідуш (бл. 1630—1684) португальська художниця, майстриня релігійного живопису
- Анна Конвей, англійський математик
- Галшка Гулевичівна, фундатор Київської братської школи-академії
- Тетяна Курцен ()
- Анастасія Павлик ()

## Два українські університети
На землях України засновано два університети:
- 1615 рік у Києві (майбутня Києво-Могилянська академія)
- 1660 рік у Львові.

## Педагогіка
- Ян Амос Коменський (1592—1670)
- Колеж Чотирьох Націй

## Художники

### Художники Італії
- Аннібалє Каррачі (1560—1609)
- Караваджо (1571—1610)
- Гверчіно (1591—1666)
- Карло Сарачені (1579—1620)
- Франческо Альбані (1578—1660)

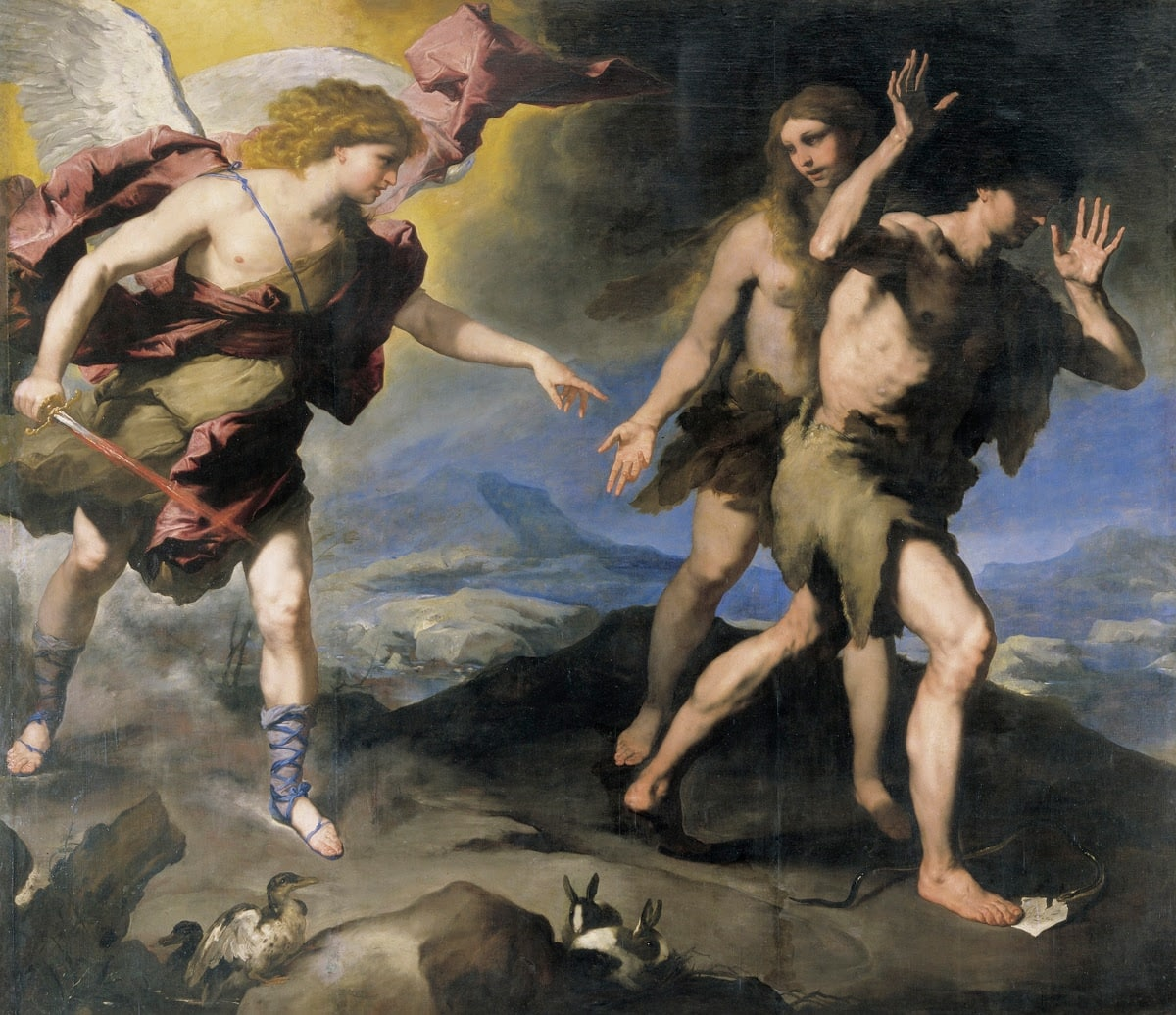
Лука Джордано. «Вигнання з раю»

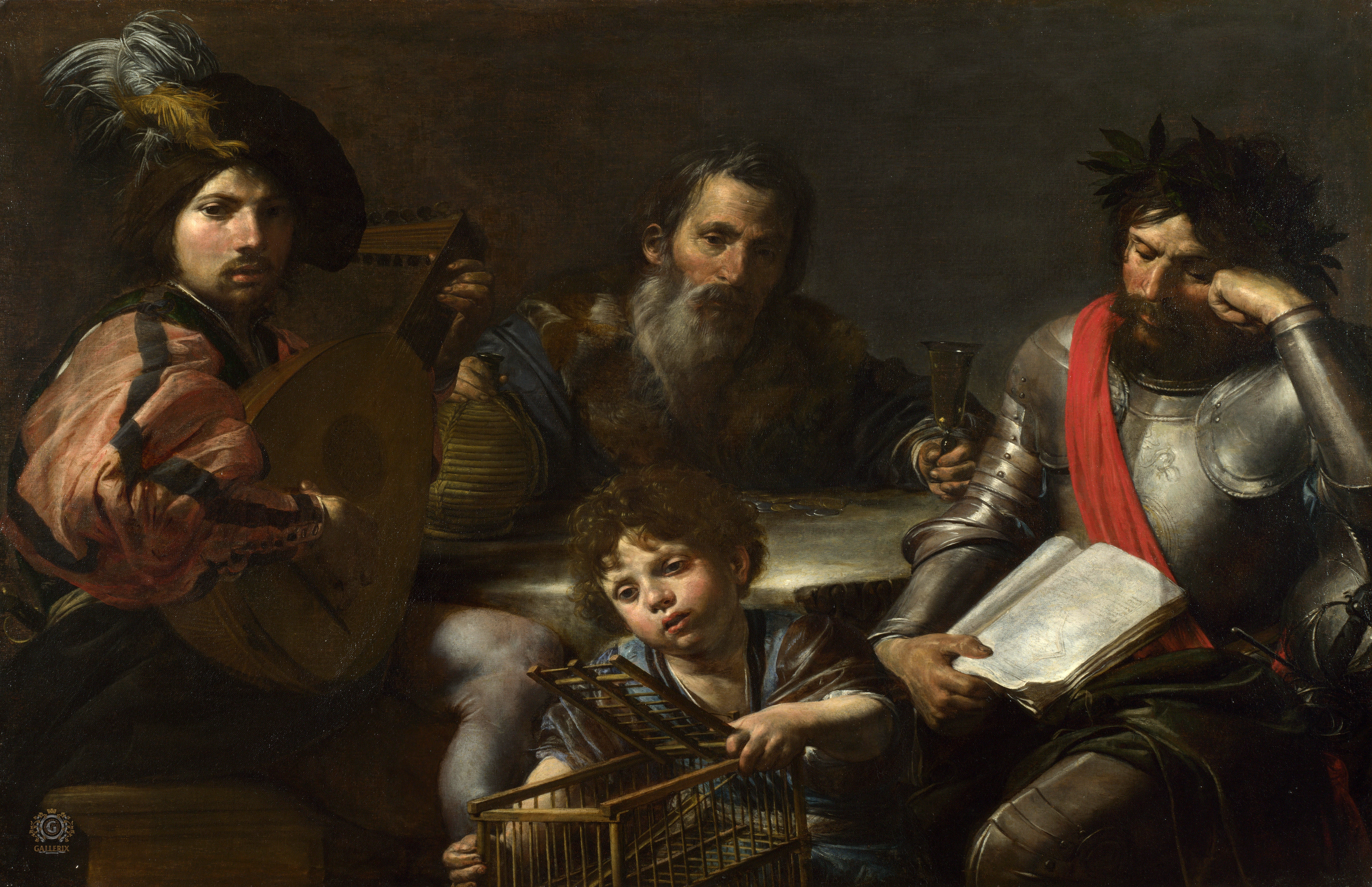
Валантен де Булонь. Чотири пори людського життя

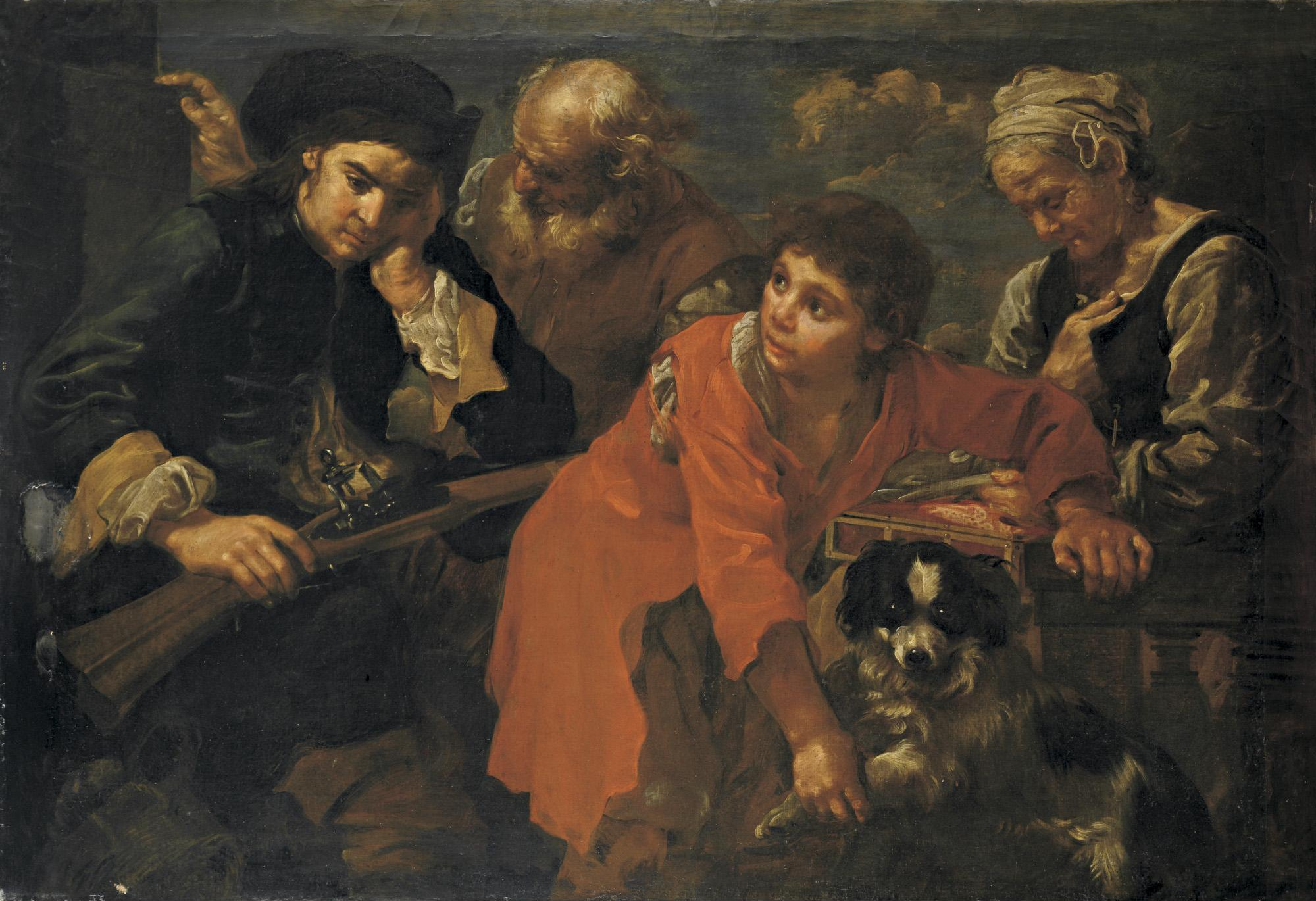
Ебергард Кейль. «Повернення з полювання»

- Філіппо Наполетано (бл. 1587—1629)
- П'єтро да Кортона (1596—1669)
- Джоакіно Ассерето (1600—1649)
- Бернардино Мей (1612—1676)
- Андреа Поццо (1642—1609)
- Карло Маратті (1625—1713)
- Гауденціо Феррарі (1575—1646)
- Каспар ван Віттель (або Гаспаре Ванвітеллі 1653—1736)
- Доменіко Фетті (1589—1623)
- Ніколо Реньєрі (1588—1667)
- Ораціо Джентілескі (1563—1639)
- Бартоломео Манфреді (1580—1622)
- Хосе де Рібера (1591—1652)
- П'єтро Беллотті (1625—1700)
- Лука Джордано (1632—1705)
- Массімо Станціоне (1586—1756)
- Доменіко Фйязелла (1589—1669)
- Маттіа Преті (1613—1699)
- Рекко Джузеппе (1634—1695)
- Артемізія Джентілескі (1593—1653)
- Кьяра Варотарі (1584—1660)
- П'єр Франческо Мола (1612—1666)
- Сальватор Роза (1615—1673)
- Руопполо (1629—1693)
- Бартоломео Бімбі (1648—1729)
- Франческо Солімена (1657—1747)
- Доменікіно (1581—1641)
- Гвідо Рені (1575—1642)
- Джузеппе Марія Креспі (1665—1747)
- Бернардо Строцці (1581—1644)
- Джованні Баттіста Ланджетті (1635—1676)
- Алессандро Маньяско (1667—1749)
- Джованні Бенедетто Кастільйоне (1607—1664)
- П'єтро Новеллі (1603—1647)
- Франческо Фуріні (1603—1646)
- Лодовіко Чіголі (1559—1613)
- Еварісто Баскеніс (1617—1677)
- Франческо Нолетті або Франческо Мальтезе (бл. 1611—1654)
- Томмазо Долабелла (або Томаш Долабелла, 1570—1650)
- Фаустино Боккі (1659—1741)
- Ісідоро Біанкі (1581—1662)
- Себастьяно Маццоні (1611—1678)
- П'єр Франческо Чіттадані (1616—1681)
- П'єтро Паоліні (1603—1681)
- Джованні Серодіне (1600—1630)
- П'єтро дель По (1616—1692)
- Бенедетто Дженнарі молодший (1633—1715)
- Джованні Баттіста Креспі (1573—1632)
- П'єтро Теста (1611—1650), графік
- Філіппо Лаурі (1623—1694)
- Даніеле Креспі (1590—1630)
- П'єтро Паоло Бонці (Pietro Paolo Bonzi 1576—1636)
- Ораціо Рімінальді  (1593—1630)
- Лоренцо Ліппі  (1606—1665)
- Пітер Мулір молодший  (1637—1701)

### Гравери XVII століття

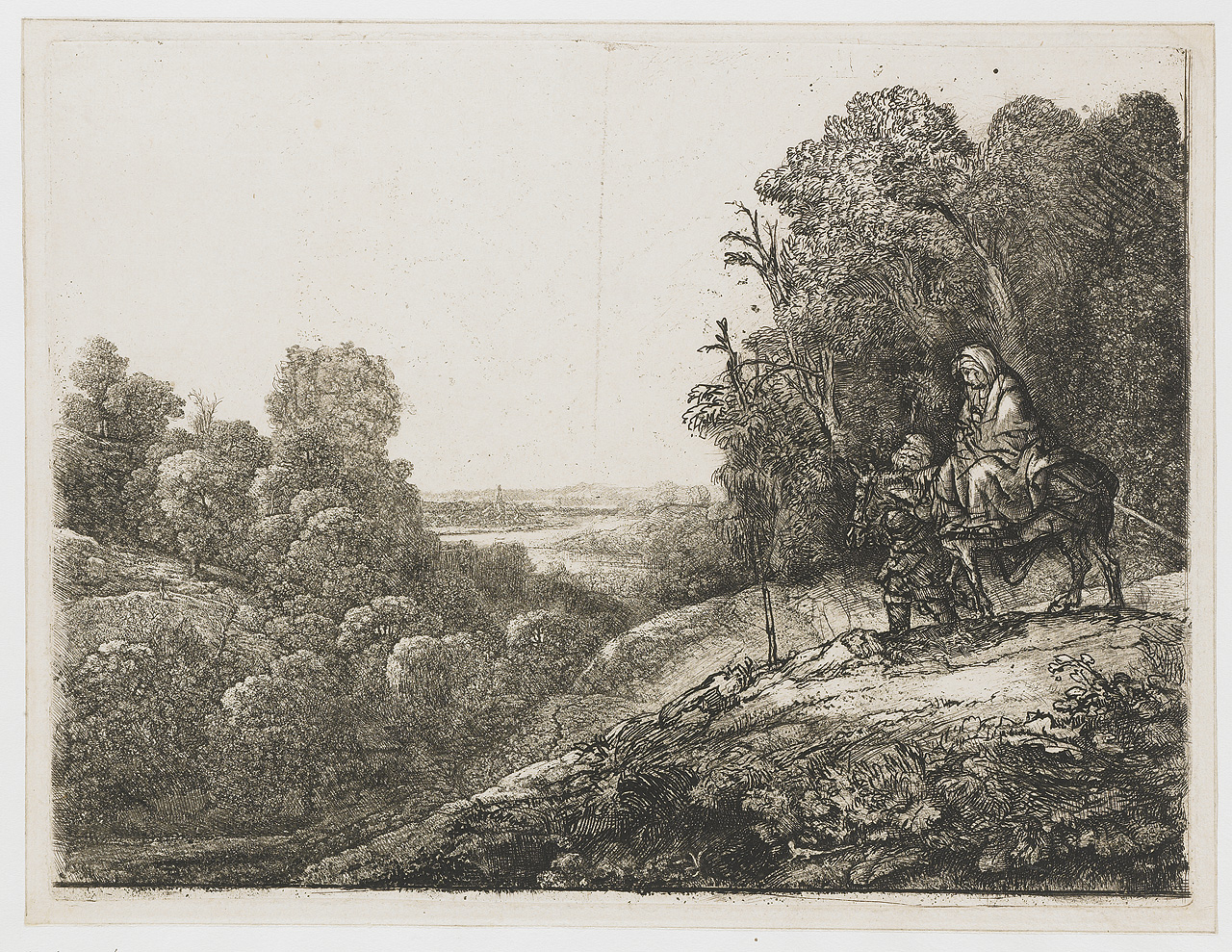
Рембрандт після Сегерса. «Втеча Св. Родини в Єгипет», офорт, доопрацювання 1653 року.

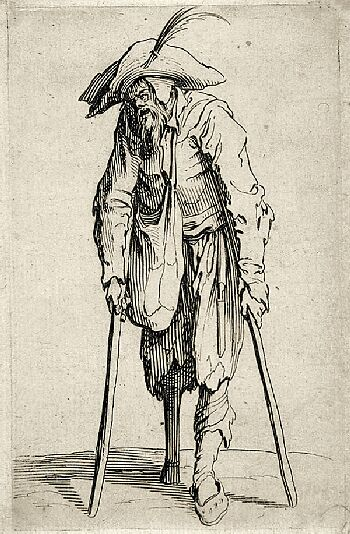
Жак Калло. «Каліка перехожий»

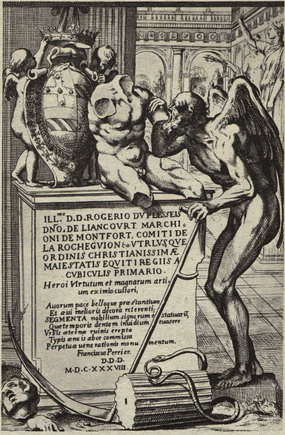
Франсуа Перьє. «Хронос-руйнівник», фронтиспіс 1638 року

- Якоб Матам (1571—1631), батько Теодора Матама
- Теодор Матам (1606—1676), син Якоба Матама

- Реміджо Кантагалліна (1582—1656)
- Жак Калло (1592—1635)
- Герард Сегерс (1589—1638)
- Рембрандт ван Рейн (1606—1669)
- Джованні Бенедетто Кастільйоне (1610—1665)
- Стефано делла Белла (1610—1664)
- Хосе де Рібера (1591—1652)
- Робер Нантейль (1623—1678)
- Джуліо Паріджі (1571—1635)
- Абрахам Босс (1604—1676)
- Сімоне Кантаріні (1612—1648)
- Карел Дюжарден (1622—1678)
- Вацлав Холлар (1607—1677)
- Стефано делла Белла (1610-16664)
- Мельхіор Таверньє (1564—1641)
- Рейньєр Зееман (1623—1667)
- П'єтро Теста (1611—1650)
- Франсуа Перьє (1594—1649)
- Жан Лепотр (1617—1682)
- Жан Берен (1640—1711)

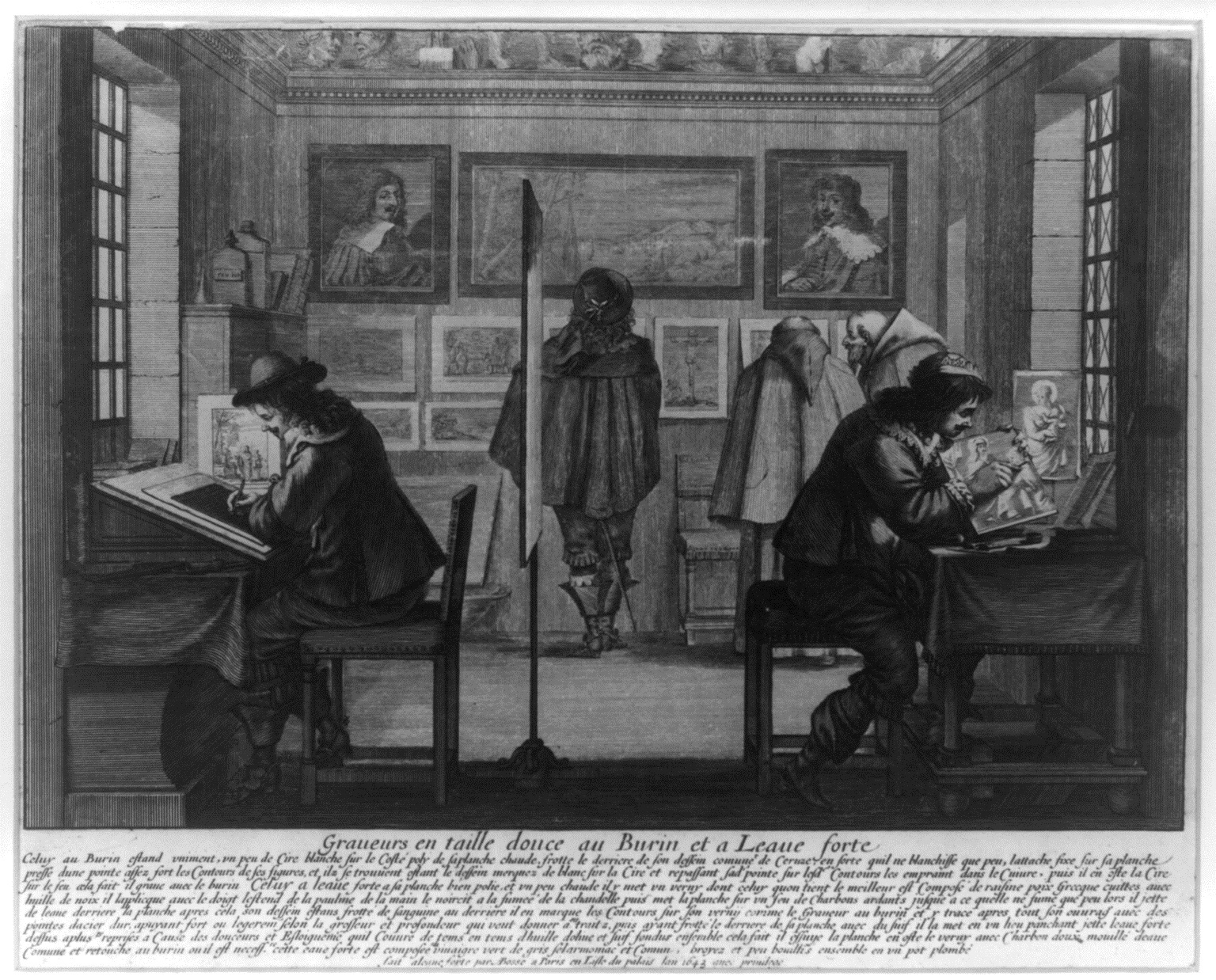
Абрахам Босс , «Майстерня граверів»
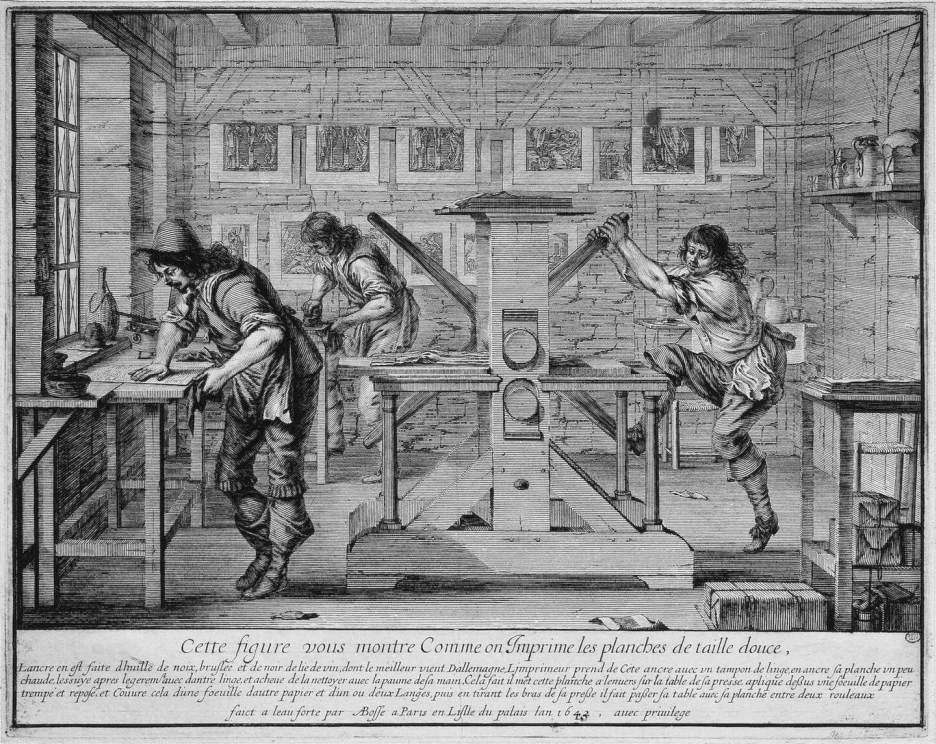
Абрахам Босс , «Друкарня офортів»
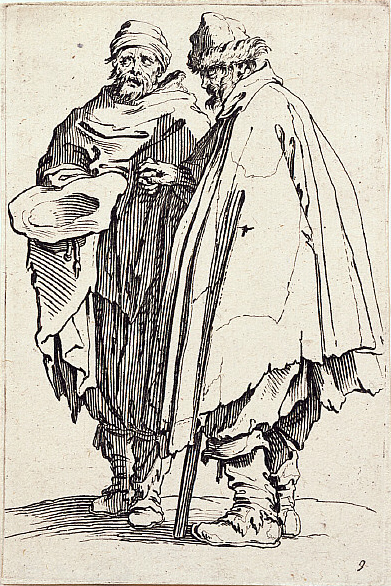
Жак Калло. «Сліпий і жебрак», 1622 рік
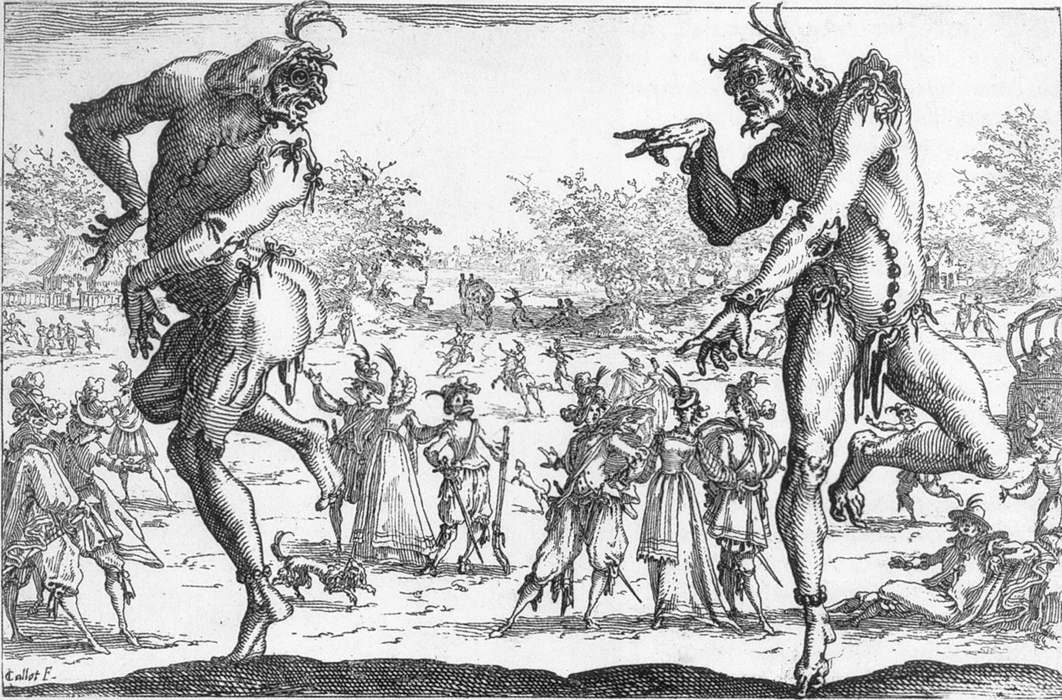
Жак Калло. «Два театральні персонажі», 1616 рік
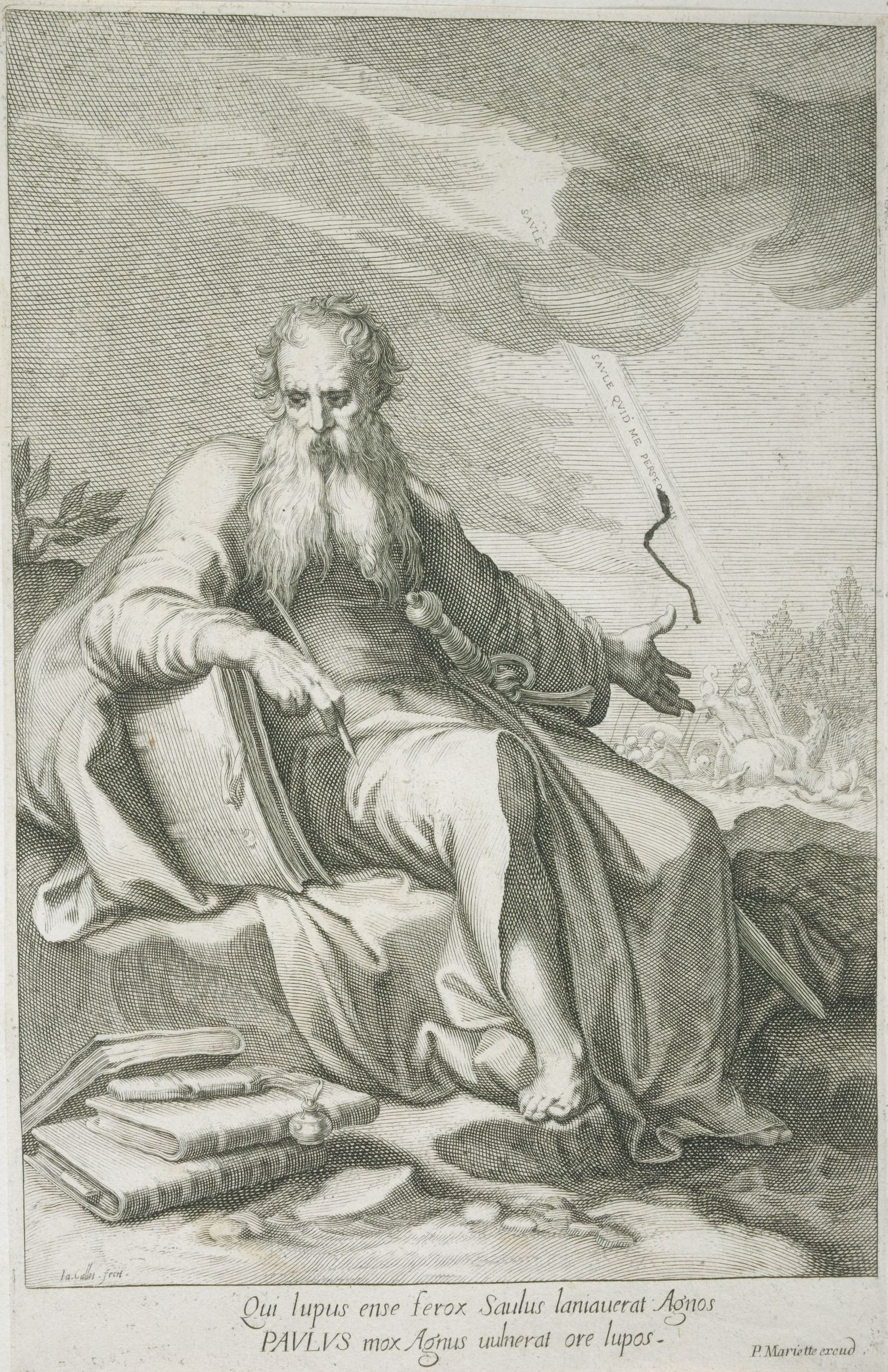
Жак Калло. «Апостол Павло»
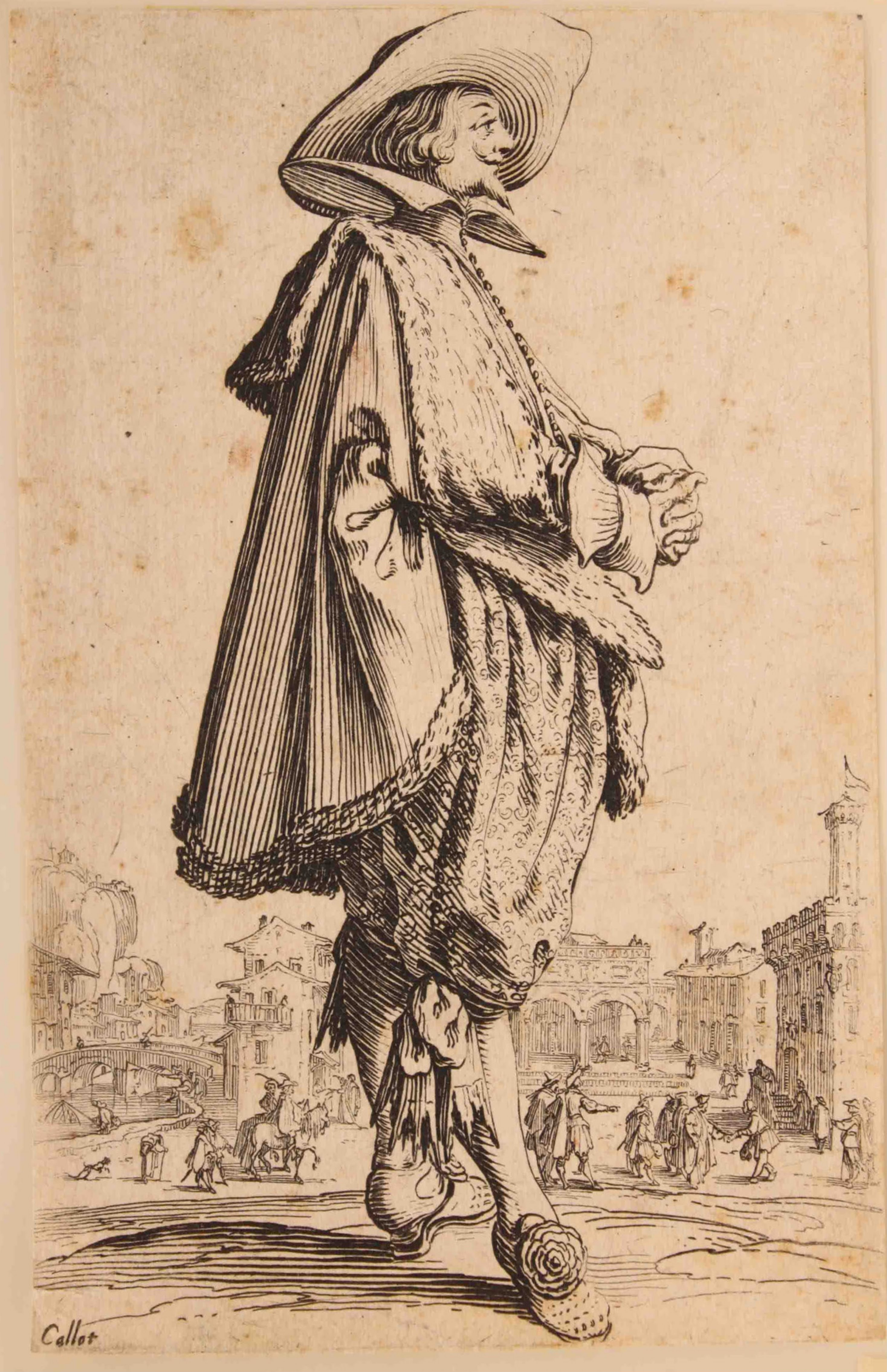
Жак Калло. «Вельможа в літах»
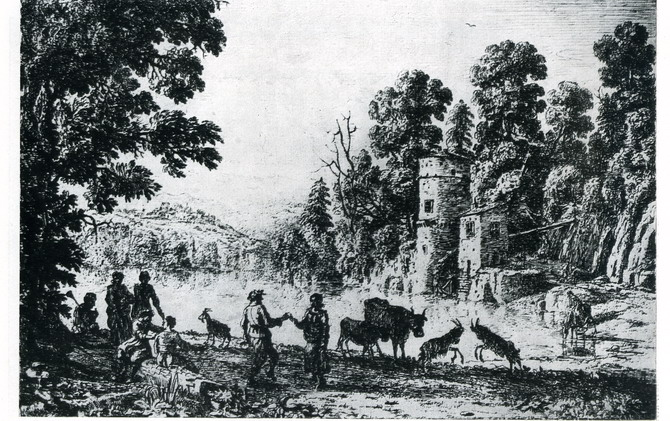
Клод Лоррен. «Танок на березі річки», офорт
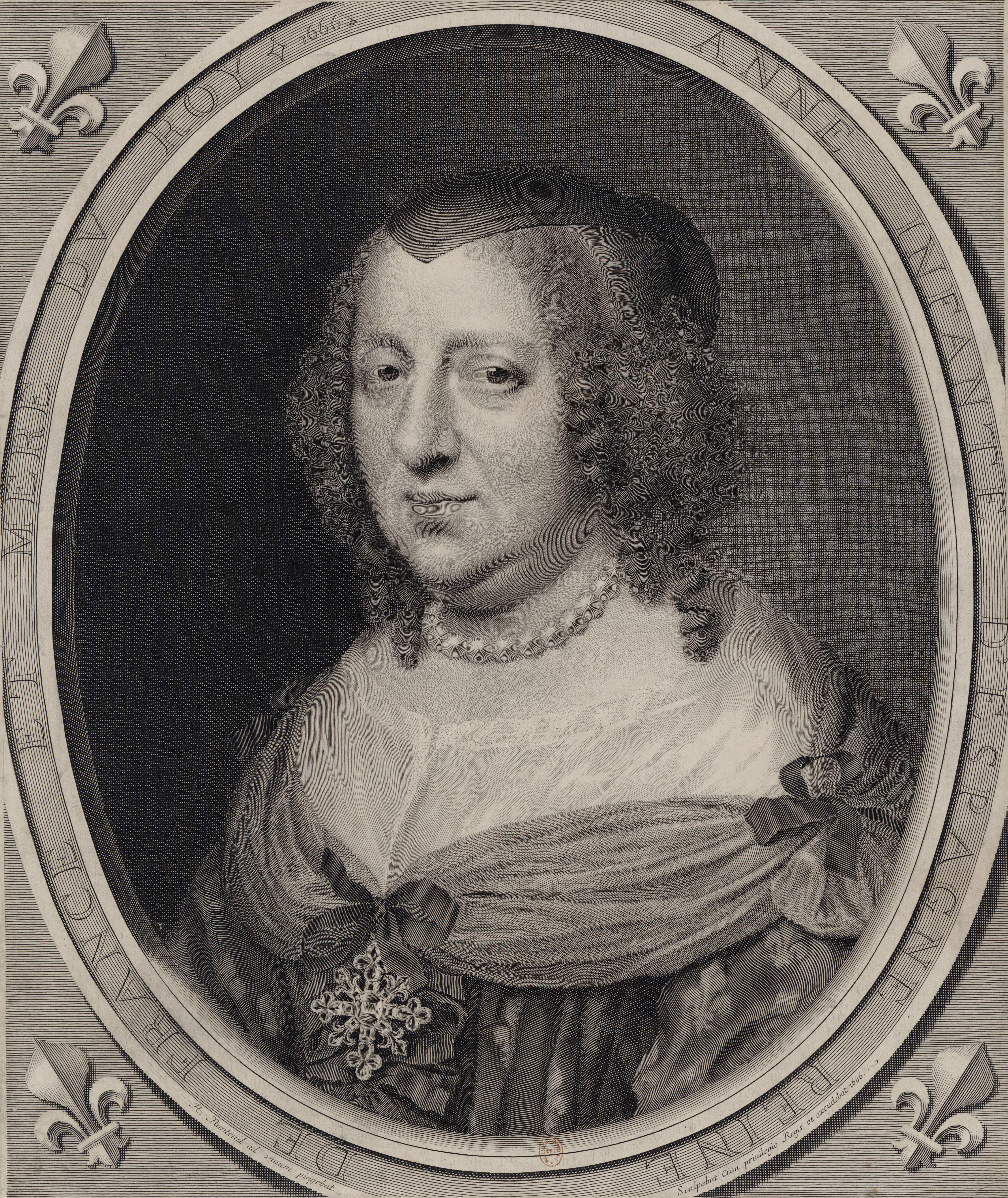
Робер Нантейль. Хвора «Анна Австрійська, королева Франції», 1666 рік
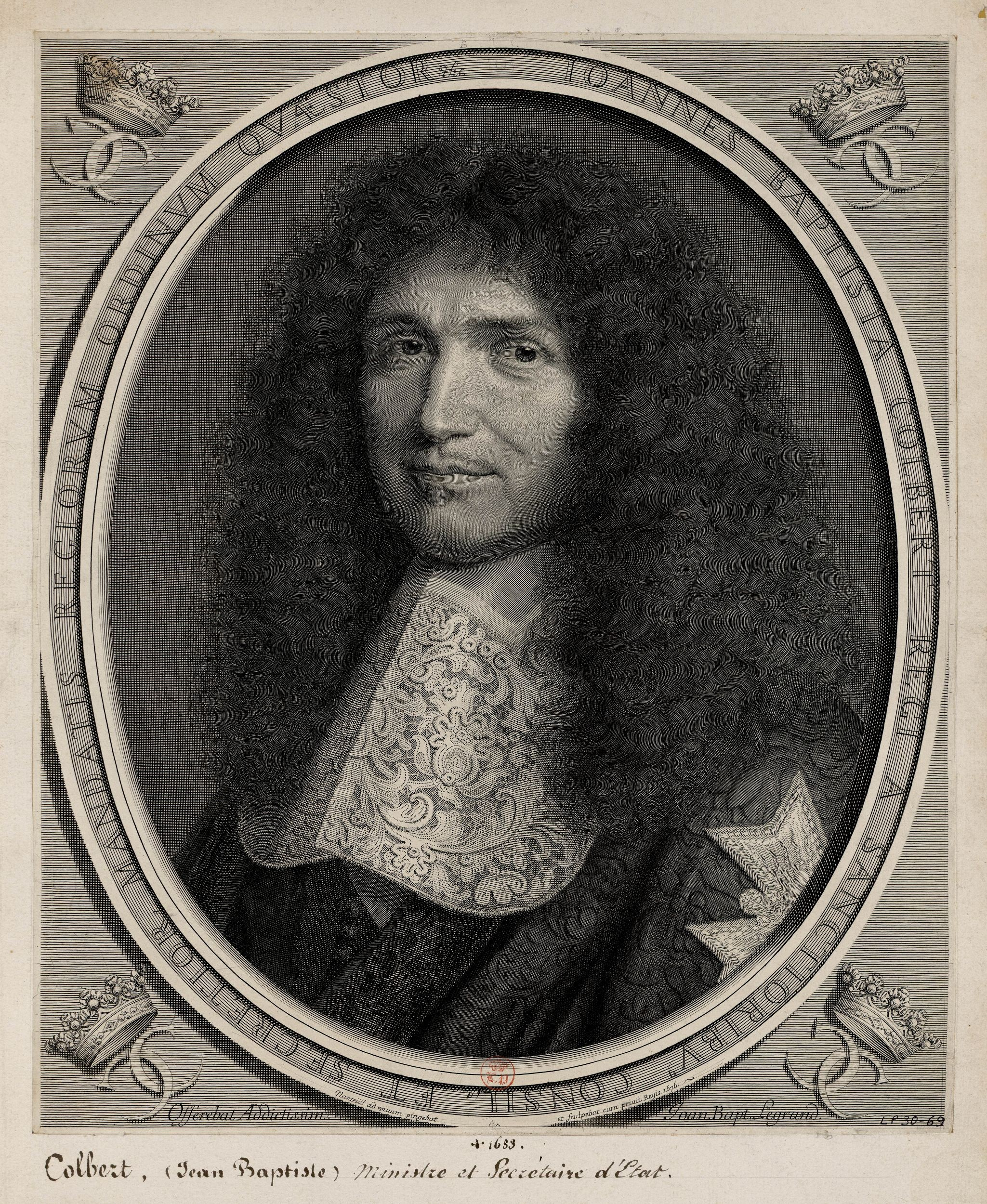
Робер Нантейль. «Міністр Жан Батіст Кольбер». 1674 рік
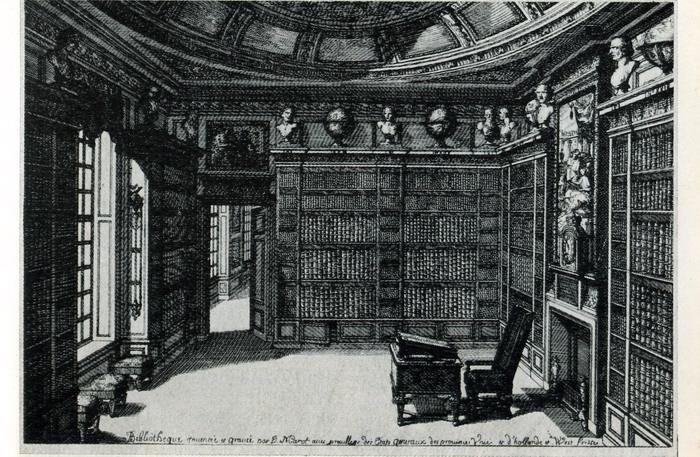
Даніель Маро. «Проект бібліотеки».
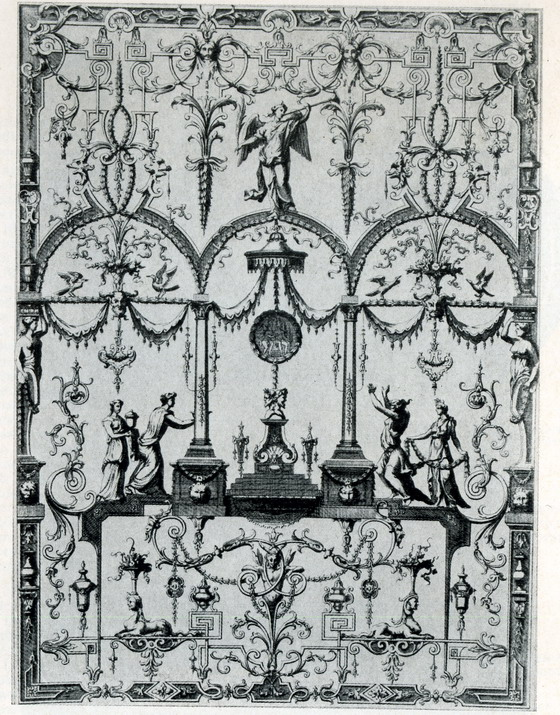
Жан Берен. «Орнаментальне панно»
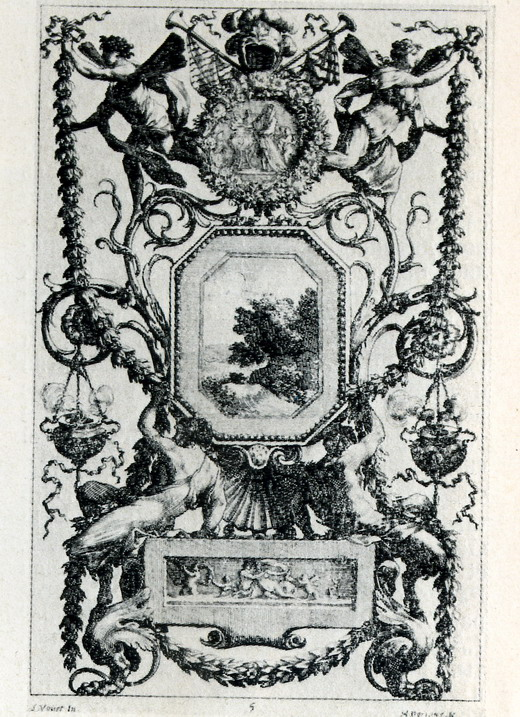
Сімон Вуе. «Зразок гротеска»
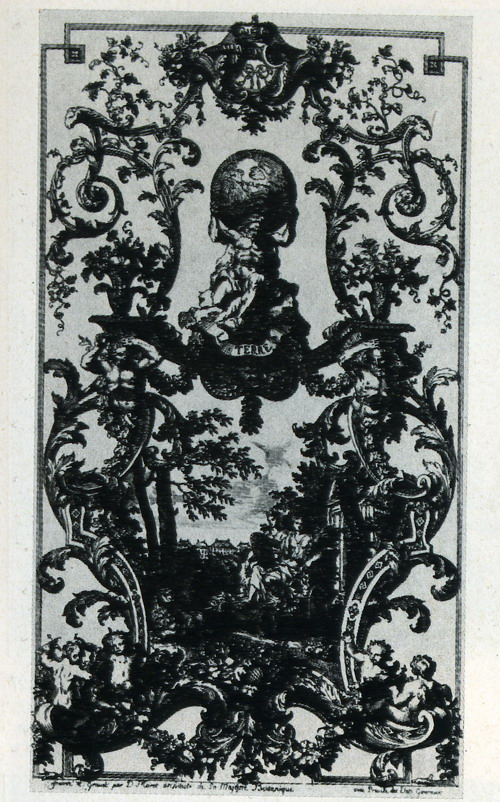
Даніель Маро. «Гротеск з пейзажем»
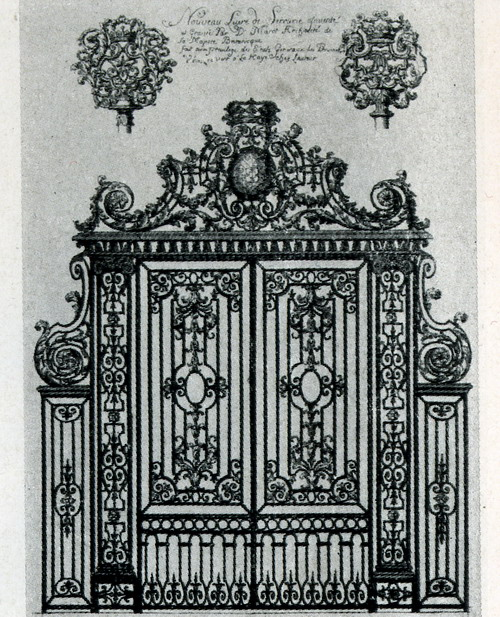
Даніель Маро. «Металеві ворота»
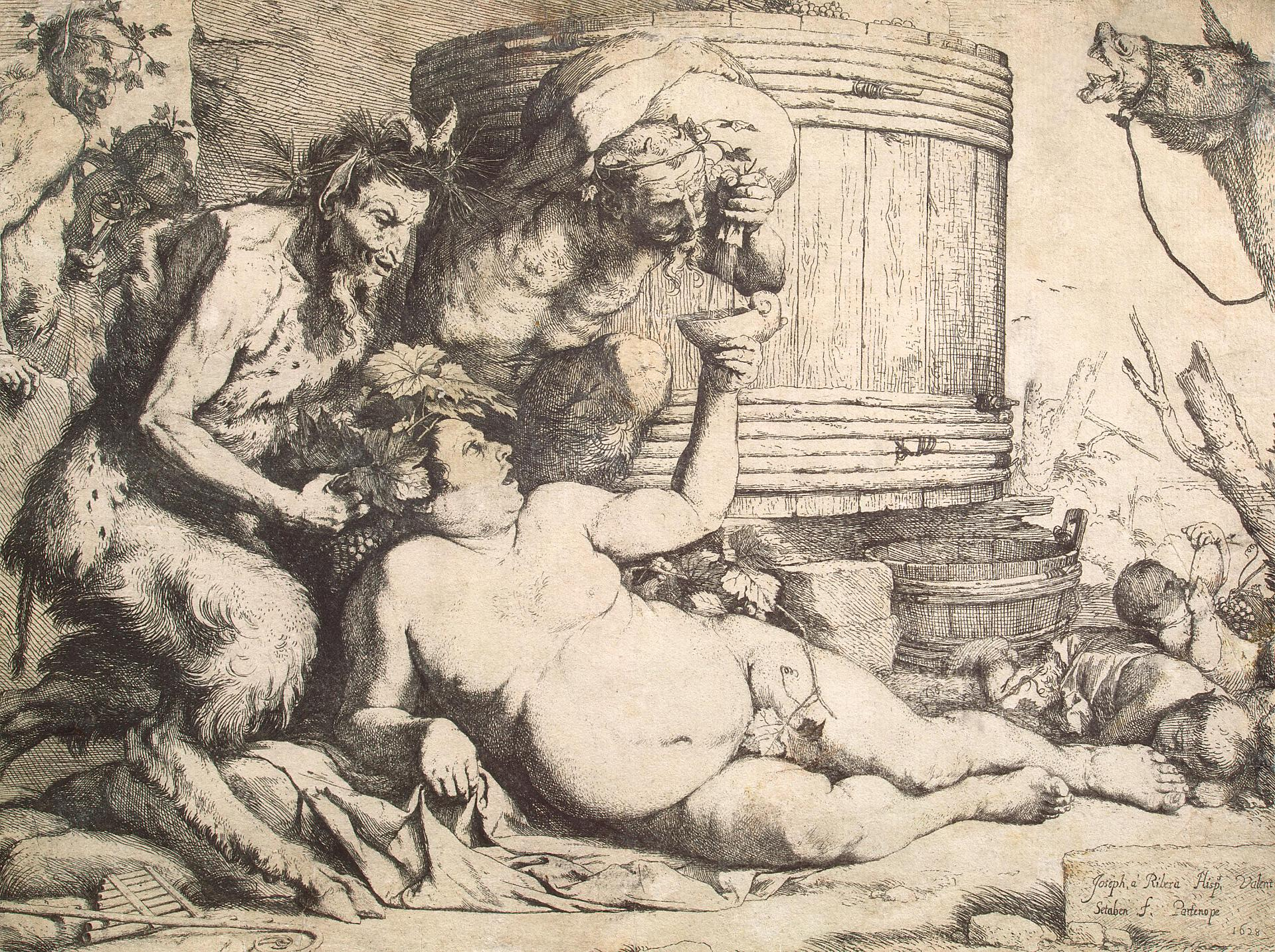
Хосе де Рібера, «П'яний Силен», офорт 1628 року
Стефано делла Белла. «Порт». Офорт

### Художники німецького походження
- Йоахим фон Зандрарт (1606—1688)
- Йоган Лісс (1597—1631)
- Ганс фон Аахен (1552—1615)
- Адам Ельсгаймер (1578—1610)
- Мартин Альтомонте (1657—1745)
- Даніель Шульц (1615—1583)
- Ніколас Кнюпфер (1603—1660)
- Йоган Шенфельд (1609—1683)
- Йоган Карл Лот (1632—1698)
- Георг Флегель (1566—1638)
- Абрахам Міньон (1640—1679)
- Хрістофер Паудіс (1618—1666)
- Андреас Стех (1635—1697), працював в місті Гданськ
- Ондржей Філіп Квітайнер (Андреас Квітайнер 1679—1729), скульптор

### Художники Іспанії
- Ель Греко (1541—1614), пізній період
- Дієго Веласкес (1599—1660)
- Франсіско Рібальта (1565—1628)
- Томас Єпес (Tomás Yepes 1595—1674), майстер натюрмортів
- Франсіско Баррера (бл. 1595—1658), майстер натюрмортів
- Франсіско де Сурбаран (1598—1664)
- Хуан Санчес Котан (1560—1627), майстер натюрмортів
- Хуан ван дер Хамен і Леон (1596—1631)
- Хуан де Арельяно (1614—1676)
- Бартоломео Естебан Мурільйо (1617—1682)
- Антоніо Переда (1611—1678)
- Алонсо Кано (1601—1667)
- Хуан Пантоха де ла Крус (1553—1608)
- Хуан Кареньо де Міранда (1614—1685)

### Художники Фландрії
- Отто ван Веен (бл. 1556—1629)
- Юстус Сустерманс (1597—1681)
- Гаспар де Крайєр (1582—1669)
- Хендрік ван Бален старший (1575—1632)
- Амброзіус Босгарт старший (1573—1621)
- Адам де Костер (1586—1643)
- Адріан Брауер (1605—1638)
- Ян Брейгель Старший (1568—1625)
- Пітер Пауль Рубенс (1577—1640)
- Антоніс ван Дейк (1599—1641)
- Франс Снейдерс (1579—1657)
- Бонавентура Пітерс старший (1614—1652)
- Віллем Габрон (1619—1678)
- Корнеліс Гісбрехтс (бл. 1630 — бл. 1683)
- Себастьян Боннекруа (середина XVII століття)
- Якоб Йорданс (1593—1678)
- Йоос де Момпер (1564—1635)
- Гейсбрехт Лейтенс (Майстер зимових пейзажів, 1586—1656)
- Давід Тенірс молодший (1610—1690)
- Ян Фейт (1611—1661)
- Ян ван де Венне, або Псевдо ван де Венне (1590? — 1651)
- Міхель Свертс (1624—1664)
- Ієронімус Франкен молодший (1578—1623)
- Корнеліс де Вос (1584—1651)
- Абрахам ван Діпенбек (1596—1675)
- Теодор Буйєрманс (1620—1678)

### Художники Голландії

#### Голландські портретисти
- Франс Галс (1585—1666)
- Рембрандт (1606—1669)
- Говерт Флінк (1615—1660)
- Якоб Ваккер (1608—1651)
- Герард Терборх (1617—1681)
- Фердинанд Боль (1616—1680)
- Ян де Брай (1627—1697)
- Герріт ван Гонтгорст (1590—1656)
- Бартоломеус ван дер Гелст (1613—1670)
- Деніел Мейтенс старший (1590—1648), працював у Англії
- Вернер ван ден Волкерт (1580—1635)

#### Історичний живопис
- Рембрандт
- Рейєр ван Бломендаль (1628—1675)

#### Побутовий жанр
- Ян Вермер (1632—1675)
- Рембрандт (1606—1669)
- Карел Фабріціус (1622—1654)
- Ян Стен (1626—1679)
- Юдит Лейстер (1609—1660)
- Ян Мінзе Моленар (1610—1668)
- Пітер де Хох (1629—1684)
- Герард Терборх (1617—1881)
- Ніколас Мас ()
- Леонард Брамер (1596—1674)
- Пітер Кодде (1599—1678)
- Дейстер Віллем Корнеліс (1599—1635)
- Філіпс Вауерман (1619—1668)
- Адріан ван де Венне (1589—1662)
- Якобус Врел ()
- Арт де Гелдер ()
- Барент ван Сомерен (1572—1632)
- Герард Доу (1613—1675)
- Корнеліс Сафтлевен (1607—1681)
- Егберт ван дер Пул (1621—1664)

#### Голландські пейзажисти
- Якоб ван Рейсдал (1628—1682)
- Мейндерт Гоббема (1638—1709)
- Есаяс ван де Вельде ()
- Говерт Кампгейзен ()
- Ніколас Берхем (1620—1683)
- Людолф Бакгейзен ()
- Саломон ван Рейсдал ()
- Юстус ван Гейсум старший (1659—1716)
- Філіпс Вауерман (1619—1668)
- Пітер Вауверман (1623—1682)
- Ян Вауерман (1629—1666)

#### Марина
- Абрахам Віллартс ()
- Симон де Влігер ()
- Ян ван Гойєн ()
- Ян ван де Капелле ()
- Якоб ван Рейсдал (1628—1682)
- Есайяс ван де Велде ()

#### Краєвиди міст
- Пітер Санредам
- Ян Вермер
- Ґерріт Адріанс Беркгейде

#### Утрехтські караваджисти
- Гендрік Тербрюгген
- Герріт ван Гонтгорст
- Дірк ван Бабюрен

#### Майстри натюрмортів
- Віллем Калф (1619—1683)
- Юріан ван Стрек (1632—1687)
- Пітер Клас (1597—1660)
- Віллем Клас Геда (1594—1680)
- Пітер Стенвейк (1615—1656)
- Абрагам ван Беєрен (1620—1690)
- Віллем ван Алст ()
- Балтазар ван дер Аст ()
- Отто Марсеус ван Скрик ()
- Юстус ван Гейсум старший (1659—1716)
- Вінсент ван де Вінне (1628—1702)
- Самюел ван Гоґстратен (1627—1678)

#### Релігійний живопис
- Рембрандт (1606—1669)
- Матіас Стомер (бл. 1600—1672)
- Ніколас Мас (1634—1693)
- Леонард Брамер (1596—1674)
- Якоб ван Сваненбург (1571—1638)

#### Зображення інтер'єрів
- Еммануель де Вітте
- Пітер де Гох
- Самюел ван Хогстратен

### Художники Франції
- Даніель Дюмустьє (1574—1646)
- Ніколя Пуссен (1594—1665)
- Клод Лоррен(1600—1682)
- Себастьян Бурдон(1616—1671)
- Філіп де Шампень(1602—1674)
- Жорж де ла Тур(1593—1652)
- Симон Вуе(1590—1649)
- Жак Белланж(1594? — після 1638)
- Валантен де Булонь(1591—1632)
- Шарль Лєбрен(—)
- Ніколя де Ларжильєр(1656—1746)
- Луї Лєнен(1593—1648)
- П'єр Міньяр(6121 — 1695)
- Жан-Батіст Моннуайє(1634—1699)
- Фердінанд Фут(—)
- Абрахам Міньон (1640—1679)
- Жан Жувене(—)
- Луїза Муайон (1610—1696), майстриня натюрмортів

### Художники, що працювали в Британії
- Вільям Ларкін  (1580—1519)
- Антоніс ван Дейк (1599—1641)
- Пітер Лелі (1618—1680)
- Годфрі Неллер (1646—1723)
- Вільям Добсон (1611—1646)